# Pițigoi codat
Pițigoiul codat (Aegithalos caudatus) este o pasăre mică sedentară din familia egitalidelor (Aegithalidae), destul de comună în pădurile de foioase și de amestec, cu tufișuri dese din Eurasia, de la Europa de Vest până la Extremul Orient și sud-estul Asiei. Trăiește în pădurile de foioase, de la șes până în zona pădurilor montane de amestec. Poate fi întâlnit și în parcuri, grădini, tufișuri și mlaștini. Este o pasăre sedentară, însă populațiile din centrul și nordul Europei pot efectua deplasări mari. Sunt recunoscute 17 subspecii. În România cuibăresc subspecia Aegithalos caudatus europaeus (în vestul, estul și sudul României) și subspecia nominată Aegithalos caudatus caudatus (în nordul României), subspecia Aegithalos caudatus macedonicus a fost întâlnită accidental în sudul României. În Republica Moldova cuibăresc subspecia Aegithalos caudatus europaeus (în centrul și sudul republicii) și subspecia Aegithalos caudatus caudatus (în nordul republicii). În România și Republica Moldova este o specie sedentară. Hoinărește toamna și iarna în căutarea hranei împreună cu alte specii de pițigoi. În România cuibăresc 300.000-500.000 de perechi. În Republica Moldova populația este estimată la 600-1.200 de perechi cuibăritoare. Este o pasăre foarte mică, cu corpul rotund, ciocul scurt și gros, coada foarte lungă, îngustă. Are o lungime de 13-16 cm (din care coada are 6-10 cm) și o greutate de 6,2-10,4 g. Sexele sunt asemănătoare. Subspecia nominată caudatus are capul, bărbia, partea inferioară a gâtului, pieptul și mijlocul abdomenului de culoare albă ca zăpada. Flancurile până la regiunea anală de culoare roz curat. Partea anterioară a spatelui neagră. Partea posterioară a spatelui de culoare neagră amestecată cu alb-rozaceu sau alburiu. Remigele scapulare și târtița roz-deschise, cu o nuanță albă cu negru și pete albe. Coada și tectricele supracaudale negre, cele trei rectrice laterale în mare parte albe. Tectricele supraalare și alula negre, remigele aripilor brun închise, remigele terțiare și secundare lat tivite albicios pe margini. Subspecia europaeus are fruntea și creștetul albe, pătate neregulat cu brun. Pe ambele părți ale creștetului se află o dunga laterală lată neagră ce se întinde de la partea anterioară a ochiului deasupra ochiului până la latura cefei. Regiunea auriculară și laturile gâtului albe cu numeroase striații subțiri brun închise. Părțile inferioare alb-murdare. Laturile corpului, jumătatea posterioară a abdomenului și târtița de culoare roză ca vinul. Pe partea anterioară a pieptului numeroase pete lunguiețe brunatic-palide, care câteodată arată ca un colier transversal. Pițigoiul codat în sezonul de reproducere (primăvara și vara) se hrănește cu diverse nevertebrate, mai ales cu insecte, larvele și ouăle lor, și cu păianjeni. În timpul iernii consumă și diverse tipuri de semințe. Distrugând un număr enorm de insecte dăunătoare, este o specie folositoare în silvicultură. Este o specie monogamă. Cuibul are forma unui sac și este instalat la înălțimi între 1 și 6 m în coroana unor arbori la locul de bifurcare al crengilor verticale sau în apropierea tulpinii. Adesea, în structura cuibului intră și crenguțe din apropiere. Intrarea în cuib este mică și rotundă, fiind așezată lateral, în treimea superioară a construcției. Cuibul este constituit de ambii parteneri, el este făcut din mușchi, păr de animale și pânză de păianjeni, având la partea exterioară licheni și scoarță de arbori, mai ales de mesteacăn. În interior este căptușit cu pene și fulgi. Construcția durează aproximativ trei săptămâni. Depune o singură pontă pe an, mai rar două. Ponta constă  7-13 ouă și este depusă de la sfârșitul lui martie până la începutul lui aprilie. Incubația durează  12-16 zile. Clocește cu precădere femela hrănită de mascul.  După eclozare, puii rămân în cuib, fiind hrăniți de părinți timp de 14-18 zile. După ce părăsesc cuibul ei depind de hrana găsită de părinți încă două săptămâni. Familia rămâne împreună și peste iarnă, hoinărind în căutare de hrană.

## Denumiri
Denumirea latină Aegithalos caudatus a acestei specii, provine din cuvântul grec aigithalos = pițigoi + cuvântul latin caudatus (caudata) = codat, cu coada (lungă/ scurtă).
În limba română această specie se numește pițigoi codat, pițigoi de stol, pițigoi de cârd, porumbel mic. Subspecia nominată Aegithalos caudatus caudatus se numește pițigoi codat comun, pițigoi codat nordic. Subspecia Aegithalos caudatus europaeus se numește pițigoi codat vestic, pițigoi codat roșietic, pițigoi roșietic, pițigoi de stol, pițigoi de cârd, pițigoi codat, porumbel mic. Subspecia Aegithalos caudatus macedonicus se numește pițigoi codat macedonean.

## Taxonomie
Denumirea latină a acestei specii Parus caudatus a fost dată de Linnaeus în 1758, (terra typica Suedia).
Pițigoiul codat este adesea considerat ca fiind conspecific cu pițigoiul cu gât argintiu (Aegithalos glaucogularis), dar are un penaj distinctiv, și nu există comunicări despre intergradații sau hibridizări regulate cu această specie din nord-estul Chinei ("intergradări" aparente au fost înregistrate ca păsări migratoare pe coasta provinciei Hebei, dar originea și statutul acestora sunt necunoscute). Variațiile geografice sunt pronunțate, însă cele două glasuri principale ale speciei sunt aproape identice în întreg arealul.
Subspeciile sunt grupate în patru grupuri: grupul caudatus din nordul Europei și Asia, grupul europaeus din sudul și vestul Europei, grupul alpinus din Europa mediteraneană și sud-vestul Asiei și grupul trivirgatus din Coreea de Sud și Japonia (grupul europaeus și grupul trivirgatus sunt similare din punct de vedere morfologic și de obicei unite într-un singur grup, însă izolarea lor geografică evidentă sugerează în mod ferm că au origini diferite). Acolo unde grupurile se întâlnesc există regiuni vaste ocupate de diferite populații formate din hibrizi; aceste regiuni de hibridizare sunt considerate zone de intergradație secundară (unde populațiile s-au întâlnit între ele relativ recent).
Subspecia nominată caudatus intergradează cu subspecia europaeus în Danemarca, estul Germaniei, sudul Poloniei, sudul Ucrainei și nordul României, și cu subspecia magnus în Coreea; subspecia aremoricus intergradează cu subspecia taiti în partea vest-centrală a Franței; subspecia taiti intergradează cu subspecia irbii în centrul Spaniei și în Portugalia; iar subspecia europeaus intergradează cu subspecia aremoricus în vestul Franței, cu subspecia taiti în sud-vestul Franței, cu subspecia italiae pe versanții sudici ai Alpilor și cu subspecia macedonicus în sudul fostei Iugoslavii și sudul Bulgariei.
Păsările din această specie care cuibăresc în Irak și Siria aparțin unei subspecii incerte și sunt incluse provizoriu în subspecia tephronotus. Subspeciile propuse sibiricus (din centrul Siberiei), kamtschaticus (din Kamceatka, în estul Rusiei) și japonicus (din nordul Japoniei) sunt slab diferențiate și sunt sinonimizate cu subspecia nominată; subspeciile pallidolumbo (din insula Shikoku din sudul Japoniei) și tarihoae (din insula Cheju din largul coastelor Coreei de Sud) sunt incluse în subspecia trivirgatus.

### Subspecii și distribuție

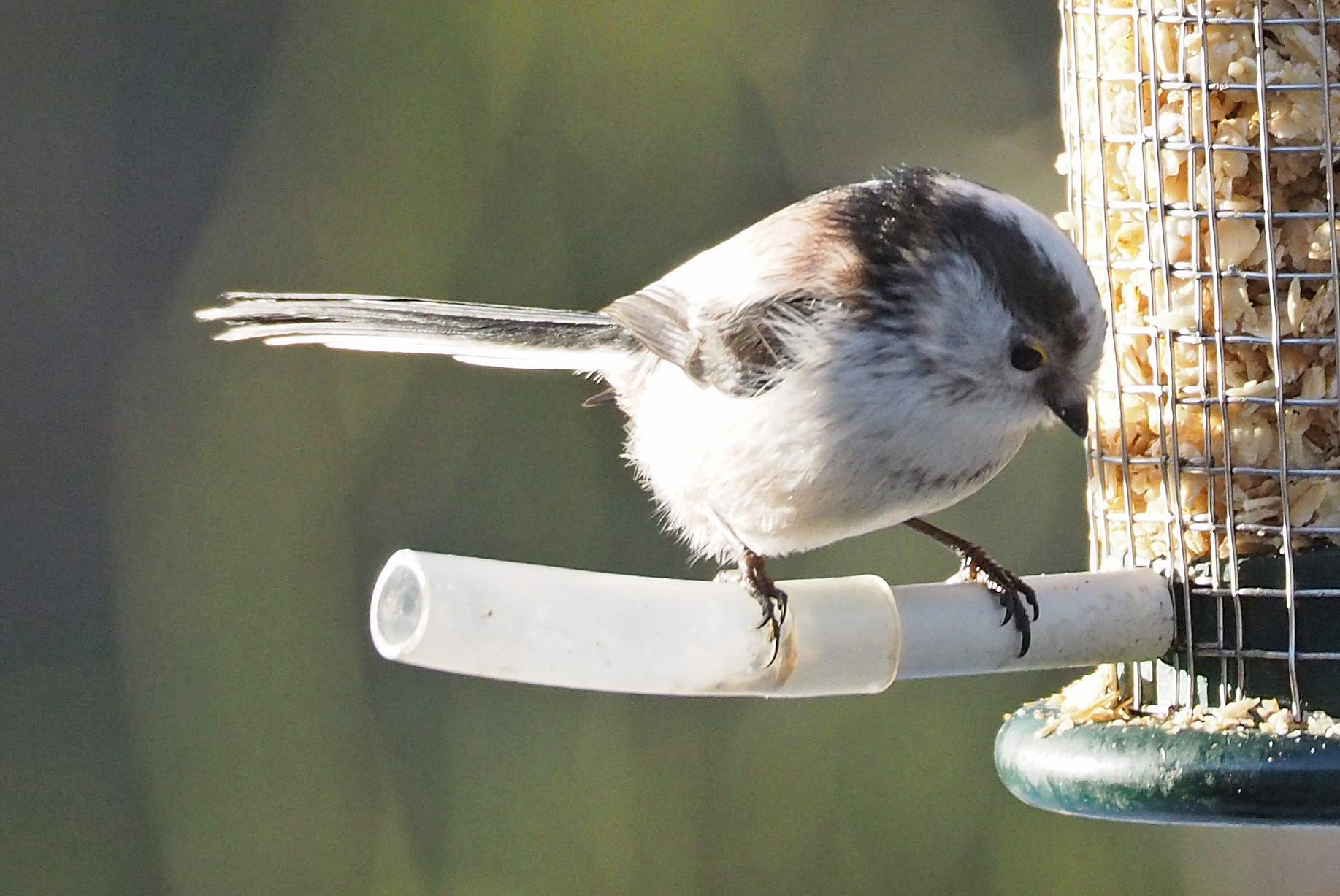
Pițigoiul codat (subspecia europaeus)

Sunt recunoscute șaptesprezece subspecii:
- grupul caudatus

- Aegithalos caudatus caudatus (Linnaeus, 1758) - pițigoi codat nordic - subspecia nominată - cuibărește în Fenoscandia (la nord până la latitudinea 70° N în Norvegia, în unele locuri până la latitudinea 66° N în Finlanda) și în nord-estul Europei (în Polonia), la est este răspândită pe o fâșie lată prin Siberia până în estul Rusiei (Kamceatka), Sahalin, sudul insulelor Kurile și nordul Japoniei (insulele Hokkaido, Rebun și Rishiri), la sud până în nordul României și Moldovei, Ucraina, nordul Kazahstanului, nordul Mongoliei, nord-estul Chinei și nordul Coreei (la sud până la latitudinea 40-41° N); unele populații iernează mai la sud până în estul Chinei (nord-estul provinciei Hebei, Beijing) și centrul Japoniei (sud-centrul insulei Honshu).

- grupul europaeus

- Aegithalos caudatus rosaceus Mathews, 1938  - în Marea Britanie și Irlanda.
- Aegithalos caudatus aremoricus Whistler, 1929  - în nord-vestul Franței (la est până în regiunea Centre-Val de Loire, la sud până în regiunea Poitou), insula Yeu și insulele Canalului Mânecii.
- Aegithalos caudatus taiti C. Ingram, 1913 - în sud-vestul și sudul Franței (inclusiv în insula Oléron), la sud până în centrul Peninsulei Iberice (la sud până în valea râului Tajo), de asemenea în Mallorca.
- Aegithalos caudatus europaeus (Hermann, 1804)  - pițigoi codat vestic - în nord-estul Franței, la nord până în Danemarca, la est până în Germania, la sud până în nordul Italiei, Serbia, vestul și sudul României, Moldova (intergradează cu subspecia nominată în nordul României și în Republica Moldova), Bulgaria și nord-vestul Turciei (nordul Traciei).
- Aegithalos caudatus macedonicus (Salvadori & Dresser, 1892) - în Albania, Macedonia, Grecia continentală, sudul Bulgariei și nord-vestul Turciei (sud-vestul Traciei).
- Aegithalos caudatus tauricus (Menzbier, 1903)  - în sudul Crimeii.

- grupul alpinus

- Aegithalos caudatus irbii (Sharpe & Dresser, 1871)  - în sudul Peninsulei Iberice (la sud de valea râului Tajo) și în Corsica.
- Aegithalos caudatus italiae Jourdain, 1910 - în Italia continentală și sud-vestul Sloveniei.
- Aegithalos caudatus siculus (Whitaker, 1901)  - în Sicilia.
- Aegithalos caudatus tephronotus (Günther, 1865)  - în insulele Lesbos și Samos (estul Greciei), vestul și centrul Turciei (inclusiv în estul extrem al Traciei), nord-vestul Siriei și în nordul extrem al Irakului.
- Aegithalos caudatus major (Radde, 1884) - în Caucaz (de la poalele nordice ale Caucazului Mare), nord-estul Turciei (la est cel puțin din Șebinkarahisar), Georgia, Armenia, nordul și centrul Azerbaidjanului.
- Aegithalos caudatus alpinus (Hablizl, 1783)  - pițigoi codat sudic - în sud-estul Azerbaidjanului (Munții Talâș și Câmpia Lenkoran), nordul Iranului (la est prin munții Elburz și regiunea sud-caspică până lângă Gorgan) și sud-vestul Turkmenistanului (în Kopetdag). Recent (în 2017) a fost descrisă o supspecie nouă Aegithalos caudatus rustamovi în Kopetdag.
- Aegithalos caudatus passekii (Zarudny, 1904)  - în sud-estul extrem al Turciei și vestul Iranului (munții Zagros, la sud până în Fars).

- grupul trivirgatus

- Aegithalos caudatus magnus (A. H. Clark, 1907)  - în centrul și sudul Coreei și insula Tsushima.
- Aegithalos caudatus trivirgatus (Temminck & Schlegel, 1848) - pițigoi codat estic - în centrul Japoniei (insulele Honshu, Awashima, Sado și Oki) și insula Cheju (în largul coastelor Coreei de Sud).
- Aegithalos caudatus kiusiuensis Nagamichi Kuroda, 1923 - în sudul Japoniei (insulele Shikoku, Kyushu și Yakushima).

În România se întâlnesc 3 subspecii:
- Aegithalos caudatus caudatus - pițigoiul codat comun - mai ales în nordul României, este sedentară și cuibărește, trăiește în toate pădurile cu frunziș și-l întâlnim pretutindeni, este numeros.
- Aegithalos caudatus europaeus - pițigoi codat roșietic - mai ales în vestul și sudul României, este sedentară și cuibărește, se găsește regulat, dar nu așa des ca pițigoiul codat comun. În nordul României apar exemplare intermediare (intergradate) între subspecia caudatus și europaeus.
- Aegithalos caudatus macedonicus - Pițigoi codat macedonean - în România apare accidental în sudul țării. Dombrowski a împușcat 2 exemplare în februarie 1904 lângă Oltina, jud. Constanța, și anume un masculul adult la 25, și o femela la 26 al acestei luni.

În Republica Moldova cuibăresc subspecia Aegithalos caudatus europaeus (mai ales în sudul republicii) și subspecia Aegithalos caudatus caudatus (mai ales în nordul republicii). În nordul republicii aceste 2 subspecii intergradează.

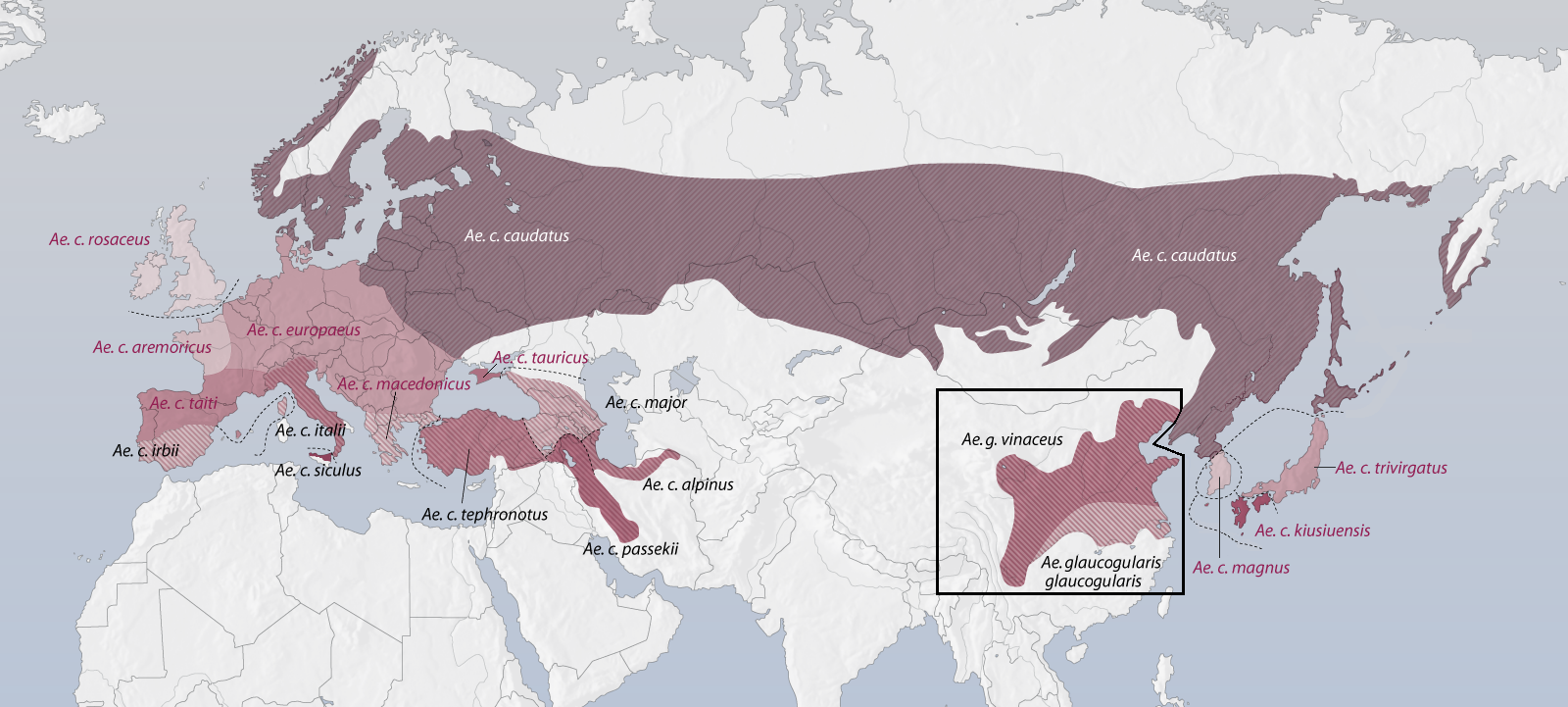
Distribuția subspeciilor. În pătrat subspeciile pițigoiului cu gât argintiu (Aegithalos glaucogularis).

## Descrierea

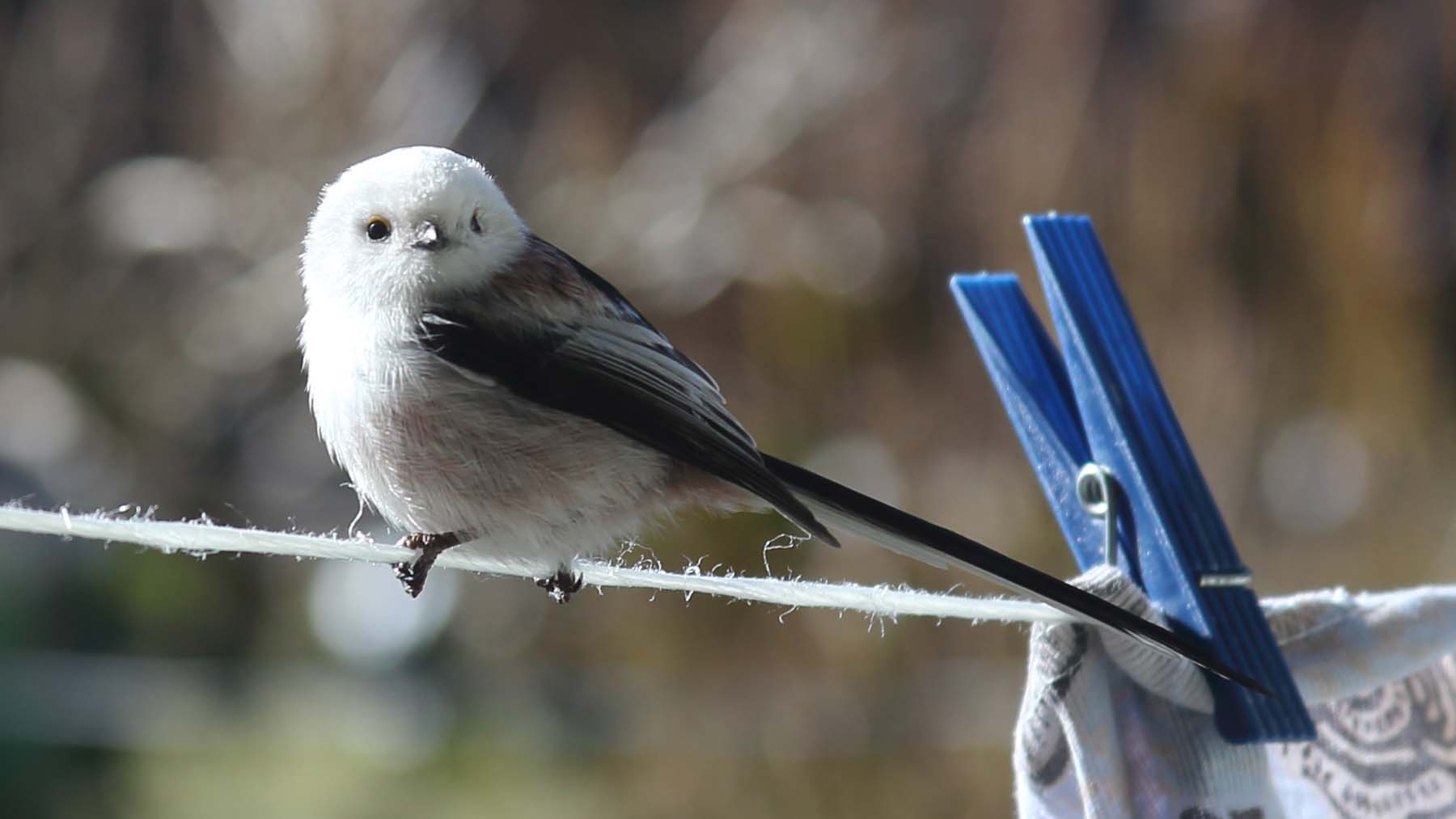
Pițigoiul codat (subspecia nominată caudatus)

Este o pasăre paseriformă foarte mică, cu corpul rotund, ciocul scurt și gros, coada foarte lungă, îngustă; penajul este în cea mai mare parte negru și alb, cu cantități variabile de cenușiu și roz. Ca aspect, datorită taliei sale mici și cozii lungi și etajate, nu se poate confunda cu altă specie. Sexele sunt asemănătoare și nu se pot diferenția după penaj.
Are o lungime de 13-16 cm, din care coada reprezintă 6-10 cm, și o greutate de 6,2-10,4 g (subspecia europaeus). Lungimea aripii = 55-67 mm; lungimea cozii = 60-103 mm; lungimea ciocului = 5-8 mm; lungimea tarsului = 13-15 mm. 

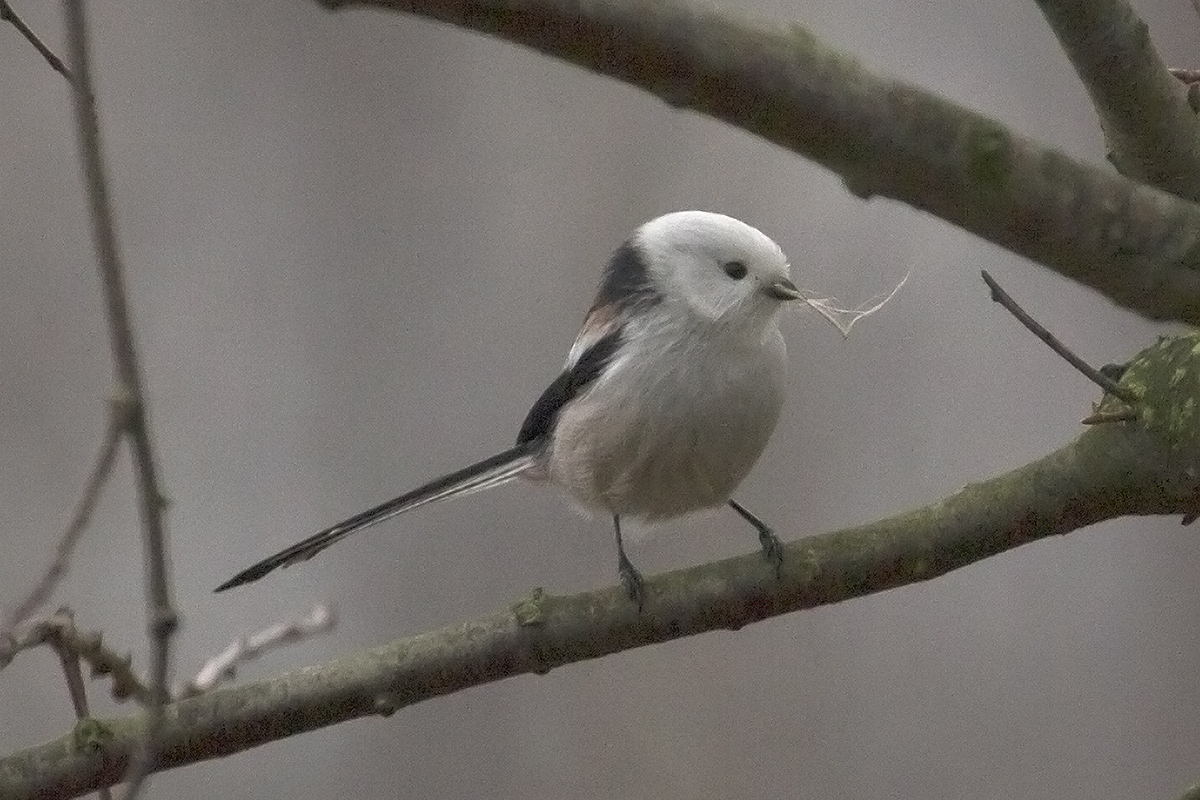
Pițigoiul codat (subspecia nominată caudatus)

Ciocul este foarte mic, scurt și conic, destul de gros și puțin comprimat lateral; atât mandibula superioară cât și mandibula inferioară sunt puternic curbate. Nările sunt rotunjite și acoperite cu pene scurte, vibrisele sunt discrete. Picioarele sunt relativ lungi și subțiri, cu solzii tarsieni adesea concrescuți, degetul posterior relativ robust cu o gheară lungă și puternică. Aripile sunt scurte și rotunjite, cu zece remige primare, din care cea mai laterală este mult redusă, lungimea ei reprezentând aproximativ 40% din a celei mai lungi remige primare. Coada este disproporționat de lungă, îngustă, cuneiformă, etajată și emarginată, cu douăsprezece rectrice, destul de înguste, perechea mijlocie de rectrice mai scurtă decât perechea adiacentă. Are un penaj moale, gros și necompact, dându-i înfățișarea unei mici sfere pufoase.
Subspecia nominată Aegithalos caudatus caudatus are capul, bărbia, partea inferioară a gâtului și cea mai mare parte a părților inferioare (pieptul și partea mediană a abdomenului) de culoare albă ca zăpada.  Flancurile până la regiunea anală de culoare roz curat. Partea superioară a mantalei neagră, partea inferioară a mantalei și spatele de culoare neagră amestecată cu dungi alb-rozacee sau albicioase spălăcite. Remigele scapulare și târtița roz-deschise, cu o nuanță albă cu negru și pete albe. Tectricele supracaudale și coada negre, cele trei rectrice laterale în mare parte albe (în special pe steagul extern). Aripile întunecate. Tectricele supraalare și alula negre, supraalarele mari interne tivite lat pe vârfuri și margini cu alb. Remigele aripilor brun închise, remigele terțiare și secundare lat tivite albicios pe margini. Irisul bruniu-închis, pleoapa galbenă sau roșie sau roșu-deschisă (mai frecvent galbenă, dar culoarea probabil reflectă și dispoziția păsării). Ciocul negru. Picioarele brun-negricioase.
Juvenilul este în general mai închis la culoare decât adultul, partea posterioară a lorului (lorum) până la obraz și regiunea auriculară de culoare închisă (accentuând inelul ocular de culoare deschisă), numai centrul frunții și creștetul sunt albicioase, mantaua și spatele sunt brune, nuanța rozacee este restrânsă la jumătatea distală a remigelor scapulare, coada mai scurtă de culoare brun-negricioasă, albul de pe rectricele laterale ale cozii este redus și pătat cu bruniu, supraalare mari interne sunt tivite mai îngust pe margini și pe vârfuri cu alb-gălbui, remigele aripilor mai palide și mai brunii, părțile inferioare alb-murdare, abdomenul cu o nuanță brun-gălbuie.

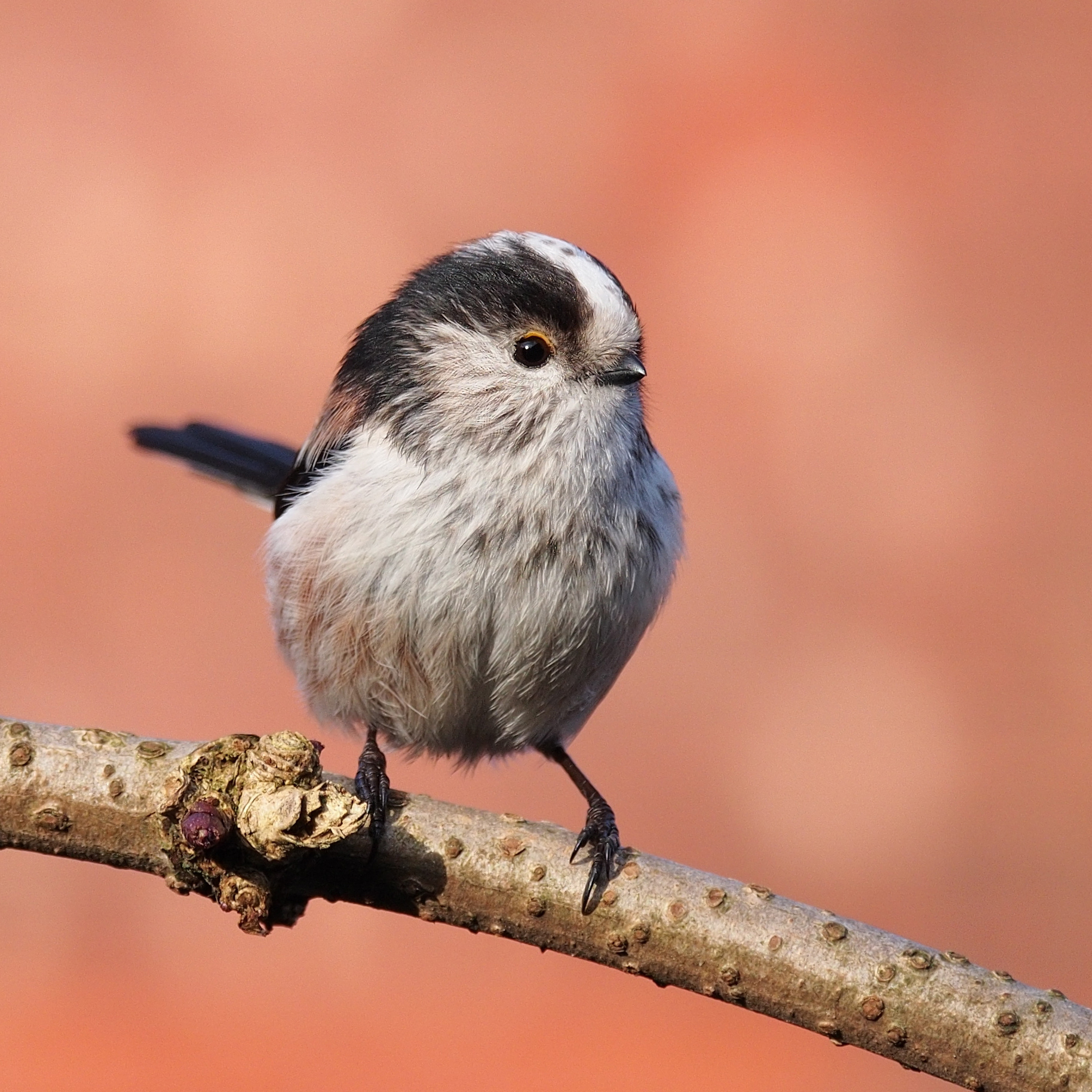
Pițigoiul codat (subspecia rosaceus)

Dombrowski descrie subspecia nominată astfel: "Coada lungă, îngustă și cuneiformă, dar nu rectricele mediane sunt cele mai lungi, ci perechea următoare. Pasăre adultă: întreg capul, ceafa, bărbia, gâtul, pieptul și mijlocul pântecului alb-curat, numai flancurile și târtița porfiriu-roșcat palide. Cerbicea și partea anterioară a spatelui negru-închise, penele marginale deseori cu vârful porfiriu-roșcat. Penele de pe umăr viu-porfirii, în spre tectrice amestecat cu alb. Partea posterioară a spatelui negricioasă, amestecată cu dungi longitudinale porfirii și albicioase. Ciocul și picioarele negre. Irisul brun-închis. Pleoapele roșu-deschise. Pasăre tânără: Fruntea și creștetul albicioase; laturile capului, cerbicea și spatele negru-brunatice ori negru-palide; penele umerilor negru-brunatice, cu vârfuri albicioase ori foarte roz-palide. Partea de dedesubt albicioasă; suflul porfiriu pronunțat în deosebi pe abdomen. Ciocul brun închis, la vârf mai deschis. Picioarele brun-palide, pleoapele galbene intens."

### Subspecii

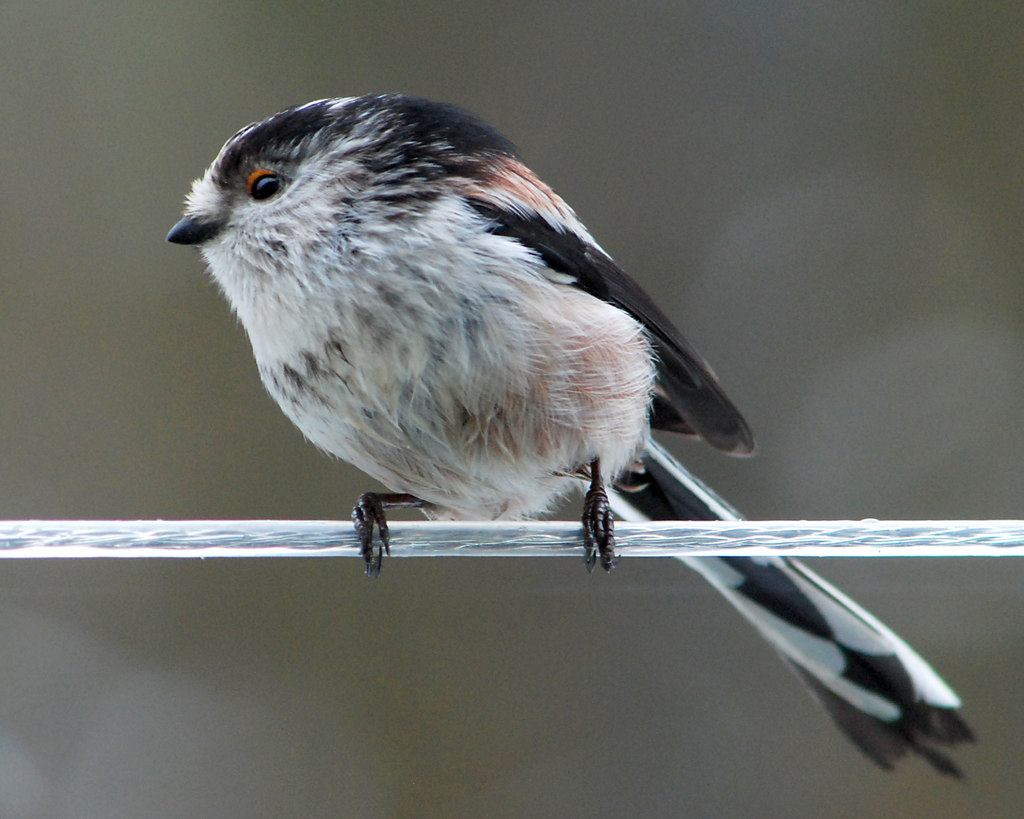
Pițigoiul codat (subspecia rosaceus)

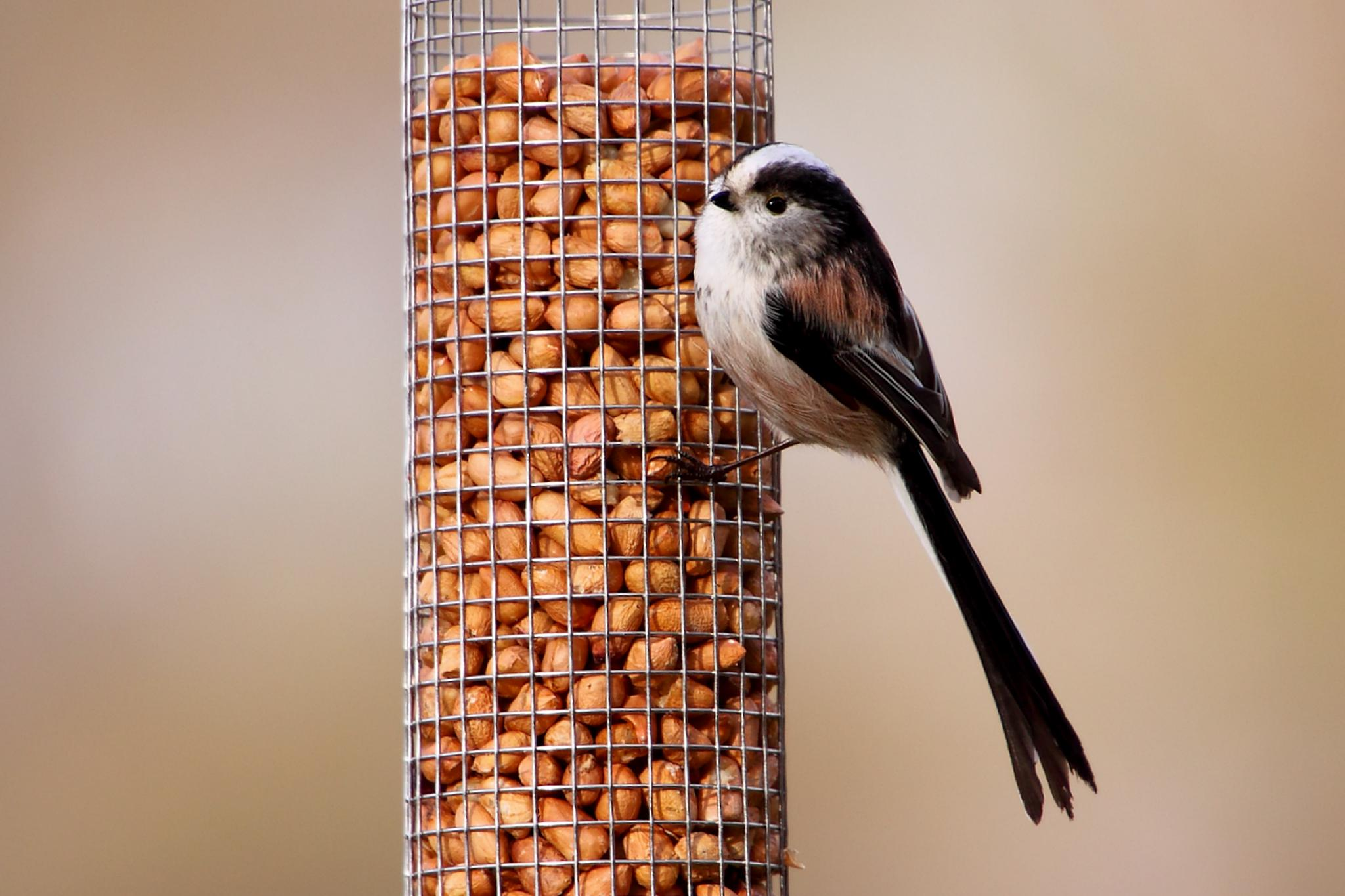
Pițigoiul codat (subspecia rosaceus) la o hrănitoare

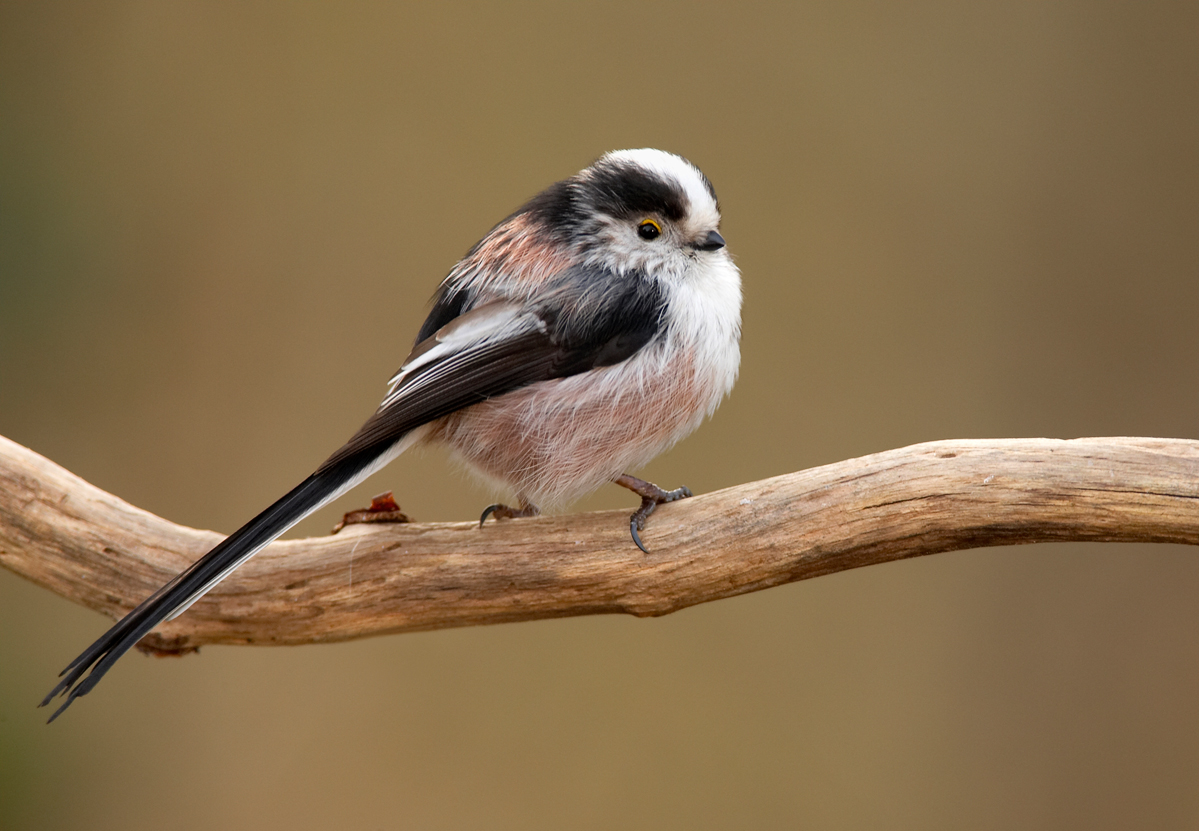
Pițigoiul codat (subspecia europaeus)

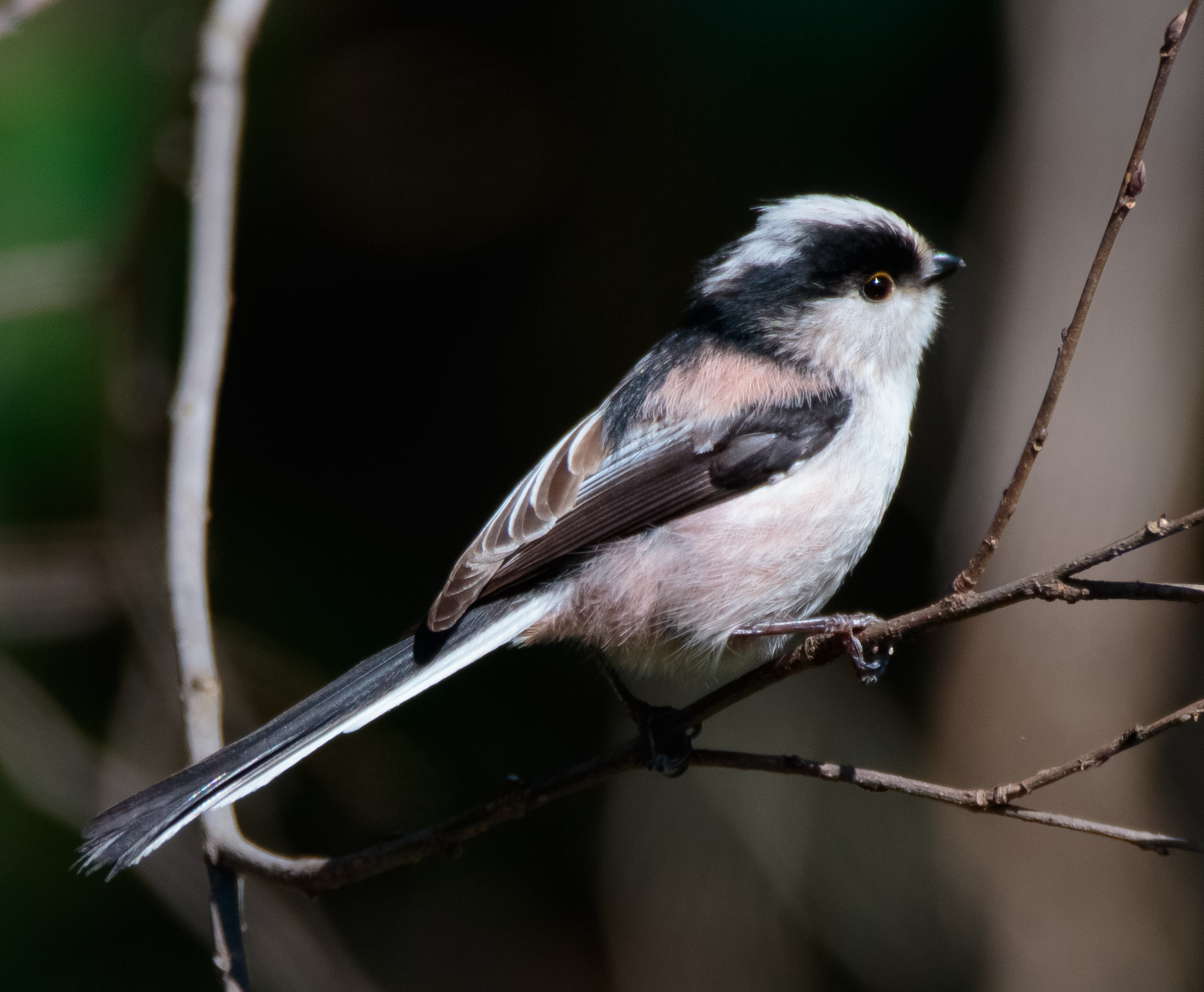
Pițigoiul codat (subspecia trivirgatus)

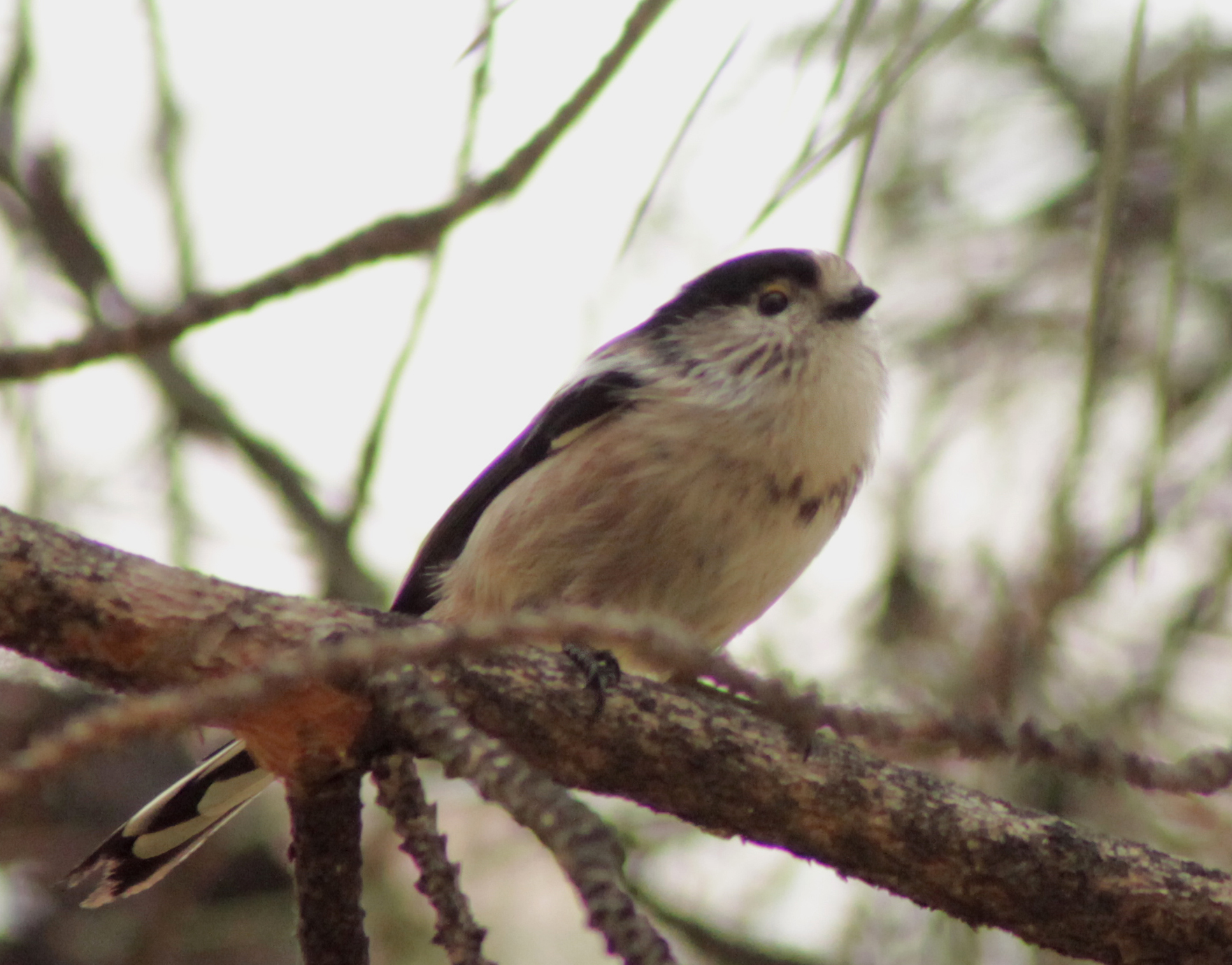
Pițigoiul codat (subspecia irbii)

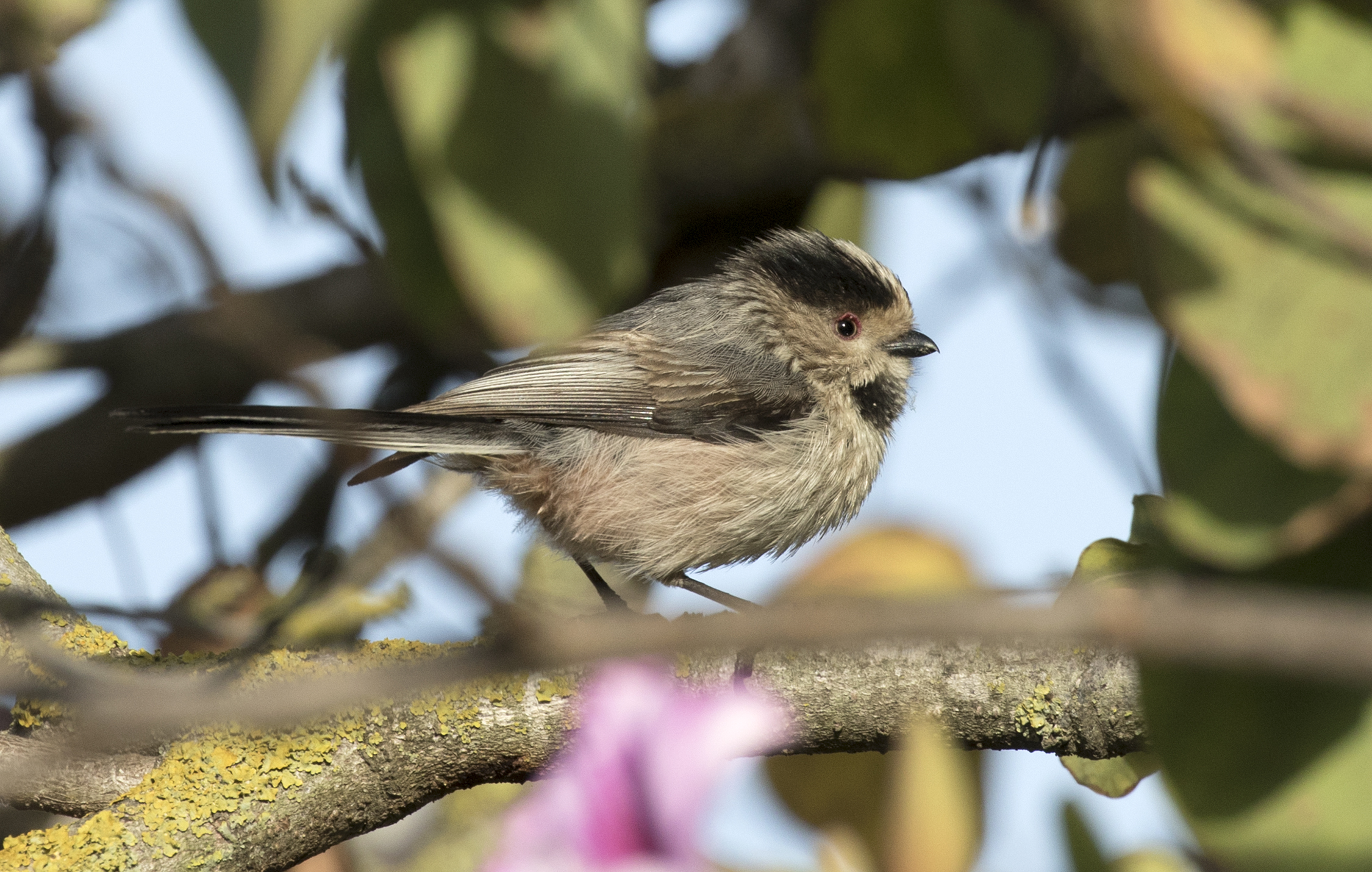
Pițigoiul codat (subspecia tephronotus)

Subspeciile prezintă variații însemnate, mai ales în coloritul penajului și nuanțarea lui, grupul europaeus și grupul trivirgatus sunt ușor mai spălăcite decât subspecia nominată și au o dungă laterală pe creștet negricioasă lată, dar cu variații mari individuale, grupul alpinus este de asemenea destul de variabil, coloritul capului este asemănător cu cel grupului europaeus (însă laturile capului și gâtului cu dungi mai întunecate), dar are părțile superioare în cea mai mare parte cenușii cu puțin sau fără roz, culoarea negricioasă este restrânsă la o dungă ce se întinde pe partea superioară a mantalei, adesea are o pată negricioasă mică pe partea inferioară a gâtului, iar aripa și în special coada sunt mai scurte:
- grupul europaeus

- subspecia rosaceus este mai mică decât subspecia nominată, are fruntea până la ceafă albă, pătată neregulat cu brun închis, dunga ce se întinde din partea anterioară a ochiului (uneori de la cioc) până la latura cefei este neagră spălăcită, regiunea auriculară și laturile gâtului cu striații subțiri brun închise, părțile palide deasupra sunt de o culoare spălăcită roz mai închisă, mai puțin alb pe aripă (marginile penelor aripii sunt mai înguste), părțile inferioare alb-murdare, flancurile de culoare spălăcită roz-vinacee (de culoarea vinului), uneori există un colier transversal neclar format din striații mai întunecate pe partea superioară a pieptului.
- subspecia europaeus seamănă de obicei cu subspecia rosaceus dar este mai viu colorată și mai deschisă la culoare, cu dunga laterală de pe creștet mai îngustă, creștetul, obrazul, regiunea auriculară și părțile inferioare mai alb curate, dar foarte variabile, dunga laterală de pe creștet este uneori întreruptă sau aproape absentă (prin aceasta seamănă cu subspecia nominată, dar întotdeauna are cel puțin un indiciu a unei dungi întunecate) sau foarte lată (lăsând doar o pată albă mică în centrul creștetului). Dombrowski descrie subspecia Aegithalos caudatus europaeus astfel: "Pasăre bătrână: Fruntea albă, suflată cu bruniu-deschis; mijlocul capului alb, penele creștetului cu vârfuri brunii. De ambele părți, înaintea ochilor, începe o dungă lată neagră, la început mai mult brună, care se întinde deasupra ochiului, pe marginile capului, ca să se îmbine cu culoarea cerbicei. Târtița de culoare roză. Partea de dedesubt albă, de regulă puțin tulburată; pe partea anterioară a pieptului numeroase pete lunguiețe brunatic-palide, care câteodată arată o bandă transversală. Laturile corpului inferior, jumătatea posterioară a abdomenului și târtița, viu nuanțate cu roșu-porfiriu."
- subspecia aremoricus are centrul creștetului și părțile inferioare mai albe decât subspecia rosaceus, dungile laterale de pe creștet sunt mai late și mai negre.
- subspecia taiti este mai mică și mai întunecată, cu dungile laterale de pe creștet și mai late și mai negre, părțile superioare (mai ales târtița) mai negre, cu mai puțin roz.
- subspecia macedonicus se aseamănă cu subspecia taiti, dar colierul (pata transversală de pe partea anterioară a pieptului) este mai bine pronunțată, iar dungă laterală de pe creștet se întinde mai departe înainte, adesea până la cioc. Dombrowski descrie subspecia Aegithalos caudatus macedonicus astfel: "Pasăre adultă: Asemănător cu Acredula caudata rosea (Aegithalos caudatus europaeus); spatele, la fel ca la acesta, negru, la partea posterioară amestecat cu roz; însă dungile negre de pe laturile capului mult mai late, așa încât numai fruntea și o dungă îngustă pe mijlocul capului rămân albe. Frâul, aproape până la rădăcina ciocului, negru. Laturile capului și gâtul alb-tulbure, ultimul cu o pată neagră-surie puțin pronunțată; pe partea anterioară a pieptului, de-a curmezișul, o bandă brun-negricioasă îngustă, precis mărginită; restul corpului de dedesubt roz-palid; mijlocul mai albicios. Coloritul aripelor și al cozii ca la forma anterioară."
- subspecia tauricus se aseamănă cu subspecia europaeus, dar dungă laterală de pe creștet este mai neagră și mai bine conturată, mantaua mai neagră cu mai puțin roz, remigele scapulare sunt adesea cenușii.

- grupul alpinus

- subspecia irbii are o dungă neagră îngustă pe partea superioară a mantalei, restul mantalei și remigele scapulare sunt cenușii, uneori scapularele cu o nuanță roz.
- subspecia italiae este asemănătoare cu subspecia irbii, însă dungă neagră de pe partea superioară a mantalei este mai lată, partea inferioară a mantalei este puțin mai închisă la culoare, cenușiu-albăstruie, iar remigele scapulare tivite mai lat pe vârfuri cu roz.
- subspecia siculus este, de asemenea, asemănătoare cu subspecia irbii, dar dunga laterală de pe creștet este mai spălăcită și mai brunie, centrul alb de pe creștet cu o nuanță brun-gălbuie, dunga întunecată de pe partea superioară a mantalei este redusă și mai negru-brunie, restul părților superioare mai palide și mai cenușii, aproape fără roz, poate avea o pată mică vagă negru-fuliginoasă pe porțiunea posterioară a părții inferioare a gâtului.
- subspecia tephronotus se aseamănă cu subspecia siculus, dar dunga laterală de pe creștet este neagră, dunga întunecată de pe partea superioară a mantalei lipsește sau este redusă la o pată mică brună, părțile inferioare brun-gălbui cu o pată mică negricioasă bine definită pe partea inferioară a gâtului.
- subspecia major este asemănătoare cu subspecia tephronotus, dar dunga laterală de pe creștet este brun-negricioasă, centrul creștetului mai alb (nu brun-gălbui) cu câteva striații mici de culoare brună, dunga de pe partea superioară a mantalei este brună sau neagră și variază în lățime, târtița viu colorată cu roz, pieptul mai alb, partea posterioară a abdomenului și flancurile mai viu colorate cu roz, pata întunecată de pe porțiunea posterioară a părții inferioare a gâtului este neclară sau absentă, coada relativ lungă.
- subspecia alpinus este asemănătoare cu subspecia tephronotus, dar centrul creștetului este brun cu striații alb-gălbui, părțile superioare mai întunecate, partea superioară a mantalei cenușie cu puțin adaos de negru, porțiunea posterioară a părții inferioare a gâtului de obicei fuliginoasă, părțile inferioare cu o nuanță brun-gălbuie (flancurile de culoare roz contrastează puțin).
- subspecia passekii seamănă cu subspecia alpinus, dar este în general destul de palidă, mai ales pe părțile inferioare, cu numai o nuanță vagă brună pe abdomen, centrul creștetului alb (nu brun-gălbui), nu are un colier pe partea anterioară a pieptului (însă are o pată întunecată pe partea inferioară a gâtului).

- grupul trivirgatus

- subspecia trivirgatus este, de asemenea, asemănătoare cu subspecia europaeus, dar zonele albe sunt mai pur albe, negrul de pe părțile superioare este restrâns la partea superioară a mantalei, partea inferioară a mantalei mai deschisă la culoare și cu un adaos mai mare de roz mai viu.
- subspecia kiusiuensis este asemănătoare cu subspecia trivirgatus, dar mai întunecată, colierul transversal de pe partea anterioară a pieptului mai puțin distinct sau absent.
- subspecia magnus este asemănătoare cu subspecia nominată, dar are dungă laterală de pe creștet negricioasă și de obicei are un colier distinct transversal pe partea anterioară a pieptului format din petișoare negricioase.

## Năpârlirea
Păsările adulte năpârlesc de la sfârșitul lui iunie până la începutul lui septembrie, înlocuind complet toate penele. Mai întâi năpârlesc penele mici, iar penele de contur sunt înlocuite în cea de-a doua perioadă de năpârlire, cel mai adesea în decursul lunii august. Ultimele sunt înlocuite remigele primare.
Juvenilii năpârlesc din iulie până la începutul lui septembrie, iar năpârlirea acestora, spre deosebire de speciile familiei paridelor, este completă, adică sunt înlocuite toate penele. Astfel, rectricele cozii păsărilor tinere în penajul juvenil sunt mai lungi decât la adulți (lungimea cozii este în medie cu 10 mm mai mare), dar la începutul lui septembrie această diferență, ca rezultat al schimbării rectricelor, dispare. Se schimbă și remigele aripilor. Spre deosebire de păsările adulte, juvenilii schimbă mai întâi penele mari de contur, iar penele mici se schimbă în a doua jumătate a perioadei de năpârlire - la sfârșitul lui iulie și în august. Ca urmare, diferențele de mărime și de culoare caracteristice păsărilor tinere dispar, iar în septembrie păsările adulte și tinere sunt practic identice.

## Glasul
Pițigoiul codat este foarte vocal.
Strigătele de contact obișnuite sunt un "si-si-si" sau "ți-ți", de tonalitate înaltă, pur, domol dar pătrunzător, scos de păsări în special în timpul zborului, mai ales când cârdul se deplasează rapid și de către indivizii izolați de cârdul principal; un "tup" sacadat, mai timbrat și mai monoton, de obicei intercalat cu note izolate "țiit" înalte, subțiri; un tril scurt, exploziv, neclar, strident, cu ton descrescând spre sfârșit, "țirr", "țir-rr" (amintind de ochiuboului), sau "țirrrup", "țrrr", "țr-țrr",  emis în caz de alarmă sau excitare (frecvent fără provocări vădite); un fel de plescăit, "tec" și un fluierat înalt, trisilabic, "sri-sri-sri".
În stoluri emite și un tril subțire, metalic, ușor descendent: "siuiuiuiuiui", reprezentând un strigăt de alarmă și nu un cântec. În timpul conflictelor dintre cârduri sunt emise versiuni mai sonore, mai tari, cu un ton ridicat.
Cântă destul de rar. Nu are un cântec teritorial, dar uneori emite niște note îmbinate "tup" și "țirrrup" domolite, ciripitoare și vibrante, precum și note certărețe, uneori într-o manieră destul de structurată, asemănătoare cu cântecul unui lăcar (Acrocephalus) și uneori ca o colecție de note mai amestecate "ți-si-si-si…", la care se adaugă o serie de "țrr-țrr-țrr…"; acest "cântec" este interpretat de ambele sexe, în special în timpul confruntărilor agresive cu conspecificii, în timpul copulației și construirii cuiburilor și atunci când hrănesc puii.

## Habitatul

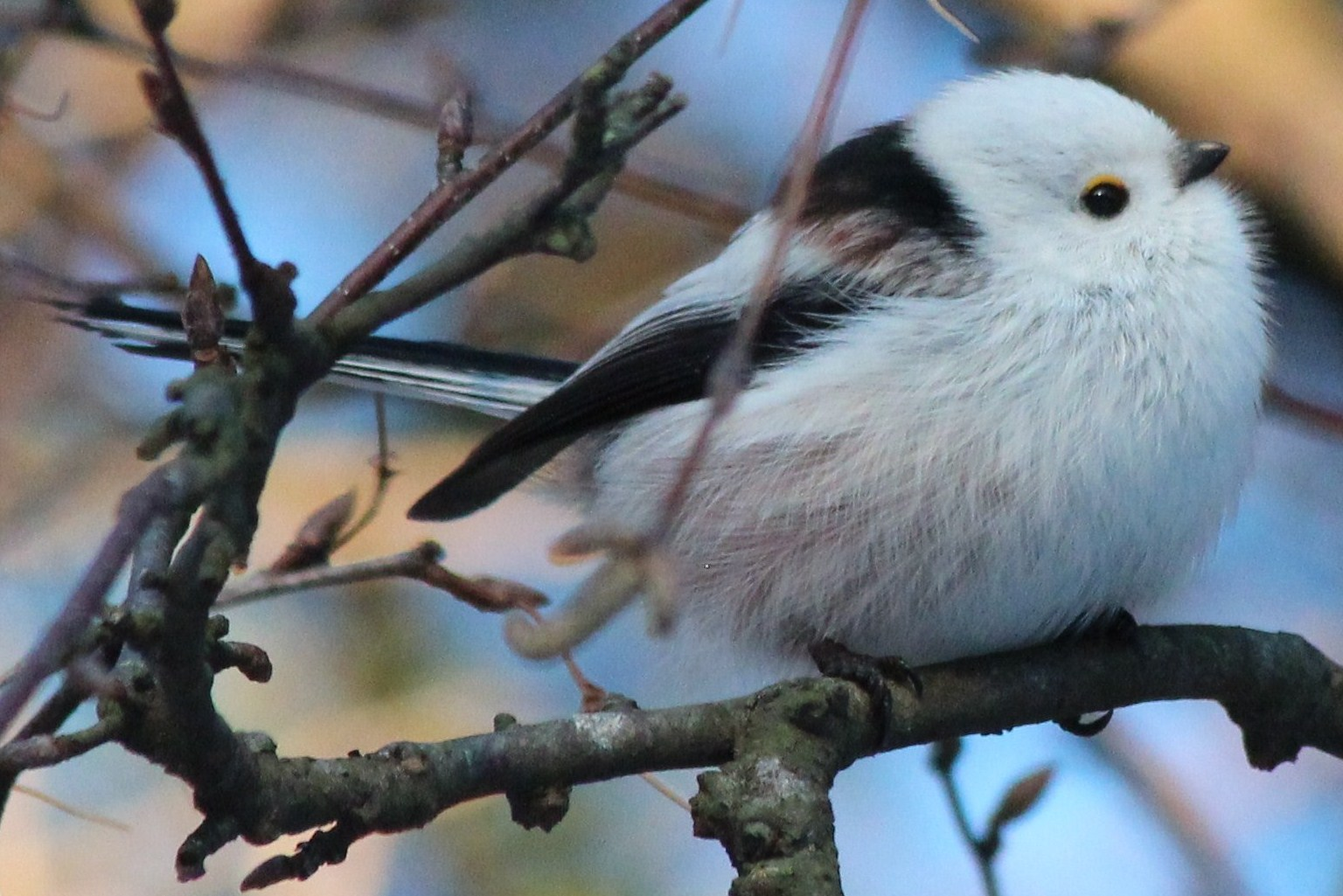
Pițigoiul codat (subspecia nominată caudatus) cocoţat pe o ramură

Pițigoiul codat este în esență un locuitor al pădurii, preferând marginea pădurii.
Trăiește în păduri de foioase și mixte, unde preferă subarboretul și stratul arbustiv bine dezvoltat, care este mai abundent la marginea pădurii, ca și de-a lungul râurilor și în jurul luminișurilor din păduri apărute în urma incendiilor, inundațiilor, doborâturilor de vânt sau consumului vegetației de către erbivore mari. În pădurile mixte preferă pâlcurile de copaci de foioase, în special de sălcii (Salix), de-a lungul cursurilor de apă și a unor locuri similare.
Este întâlnit și în pădurile riverane și, mai ales în vestul Europei, în tufișuri de arbuști, lande cu copaci răzleți, în tufișurile și gardurile vii din terenurile agricole și în parcurile suburbane, în cimitire și grădini cu mulți copaci; în regiunea mediteraneană trăiește și în machia și în pădurile deschise de pin (Pinus); această specie este mai răspândită în astfel de habitate în afara sezonului de cuibărit. Evită desișurile pure de conifere din vestul arealului, dar a fost întâlnit în pădurile deschise de molid (Picea), brad (Abies), zadă (Larix) și zâmbru siberian (Pinus sibirica) din centrul Siberiei (mai ales la marginea păduri sau în zonele de pe malul râului acolo unde crește un amestec de arbori de foioase).
În Europa este întâlnit de obicei la altitudini sub 1000 m, însă se găsește până la 1200 m în Ungaria și în unele locuri până la 1800 m (rar până la 2120 m) în Alpi, dar este mai montan în sud-est, cuibărind până la 2000 m în Grecia (deși este mai frecvent la 200-1000 m), 2000 m (în principal la 100-1300 m) în Turcia și 1500 m în Caucaz; până la cel puțin 1830 m în Iran. În Japonia este întâlnit mai ales la 500-1600 m, dar hoinărește la altitudini mai joase în timpul iernii; este în principal montan în China, unde este întâlnit la 780-1100 m (cu extreme 400-1800 m) în munții Changbai Shan (provincia Jilin).
În România pițigoiul codat este o specie sedentară care poate fi întâlnită în diverse habitate, inclusiv în păduri de foioase sau amestec, parcuri mari, grădini cu arbori, livezi apropiate de pădurile din zonele subcarpatice,  în tufișuri și mlaștini. În aceste habitate este observat mai ales în zone în care există și un strat dens de arbuști. Este întâlnit în pădurile de foioase de la șes până în zona pădurilor montane de amestec.
În Republica Moldova pițigoiul codat este o specie sedentară, habitatele tipice sunt pădurile din luncile râurilor sau pădurile umede cu subarboret des și cele amestecate cu specii de conifere, mai rar se întâlnește în grădini și parcuri. Preferă lizierele pădurilor.

## Hrana

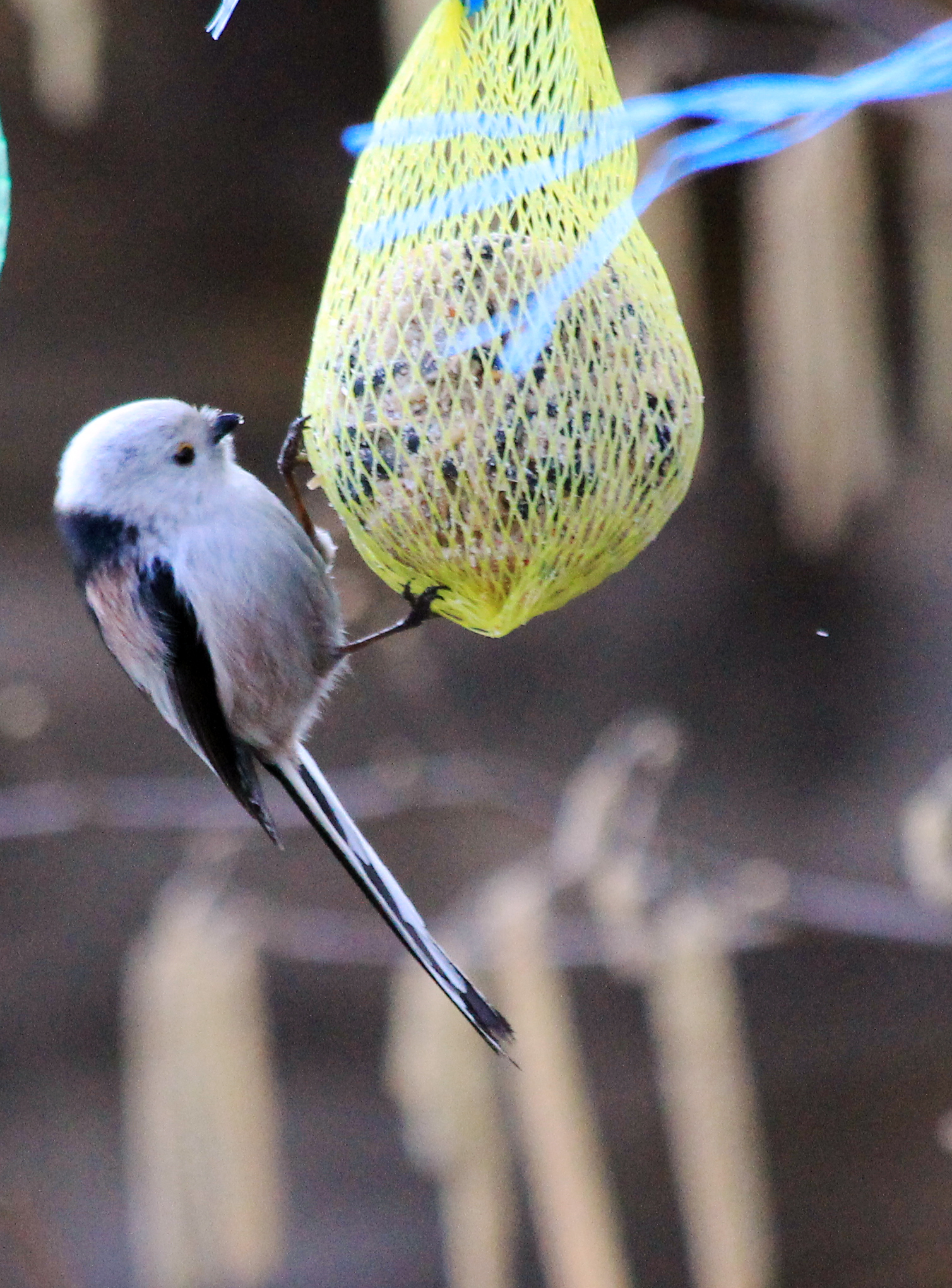
Pițigoiul codat (subspecia nominată caudatus) la o hrănitoare

Pițigoiului codat se hrănește pe tot parcursul anului mai ales cu nevertebrate; în sezonul rece consumă uneori semințe mici. Puii sunt hrăniți numai cu insecte și păianjeni.
Hrana pițigoiului codat constă în principal din hemiptere (purici meliferi și afide) și ouă și omizi de fluturi mici. Mai rar și în cantități mai mici se hrănește cu mici himenoptere și gândaci (mai ales cu gărgăriță), precum și cu păianjeni. Pițigoiul codat este o specie folositoare în silvicultură deoarece distruge omizile și ouăle fluturilor, precum și alte insecte dăunătoare.

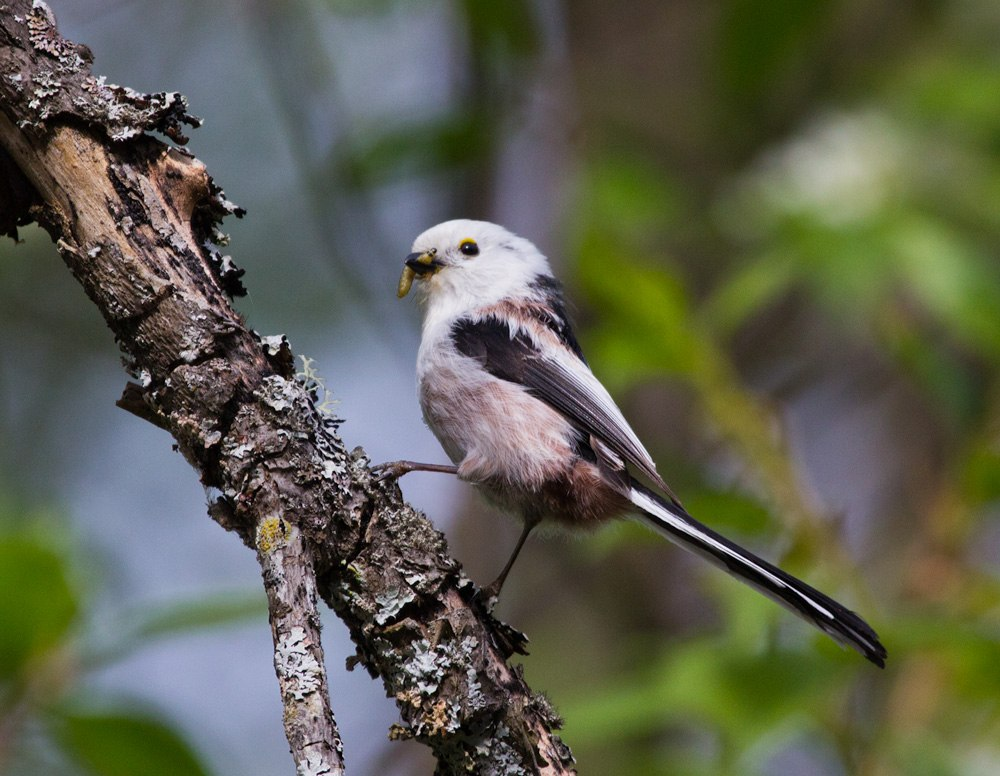
Pițigoiul codat (subspecia nominată caudatus) cu o omidă în cioc

Averin și Ganea în conținutului stomacurilor a 18 pițigoi codați studiați în Republica Moldova au găsit că insectele alcătuiesc 75%, păianjenii 21%, materiile vegetale 3%. Printre insectele găsite în stomacurile acestor păsări se numărau 21 omizi nepăroase, 6 omizi păroase, 190 ouă de insecte, 23 păianjeni, 14 gărgărițe (trombari), 12 omizi torcătoare (tortricide), 9 croitori (cerambicide), 10 lăcuste, multe afide etc.
Ocazional, în special toamna și iarna, consumă semințe, muguri și chiar măsline și arahide, a fost observat că bea sevă.
Nu își face provizii de hrană. Își procură hrana mai ales prin subarboretul arbustiv și coronament, doar uneori pe pământ, ciugulește cu delicatețe hrana de pe suprafața rămurelelor, frunzelor și mugurilor. Este foarte activ și agil. Când caută insecte și ouăle lor, pițigoiul codat se agață de partea de jos a ramurii cu unul sau ambele picioare și cu susul în jos, și examinează cu atenție mlădițele terminale subțiri ale arborilor de foioase (în special cele de mesteacăn). La fel ca și pițigoii adevărați se cațără cu dibăcie pe crengi, dar mișcările lor sunt mai lente. Atunci când prinde o insectă prea mare care nu o poate înghiți imediat, se agăța de o ramură cu un picior și ține insectă cu alt picior dând cu ciocul în ea. Poate plana pe loc, și uneori prinde în zbor insectele.

## Comportamentul

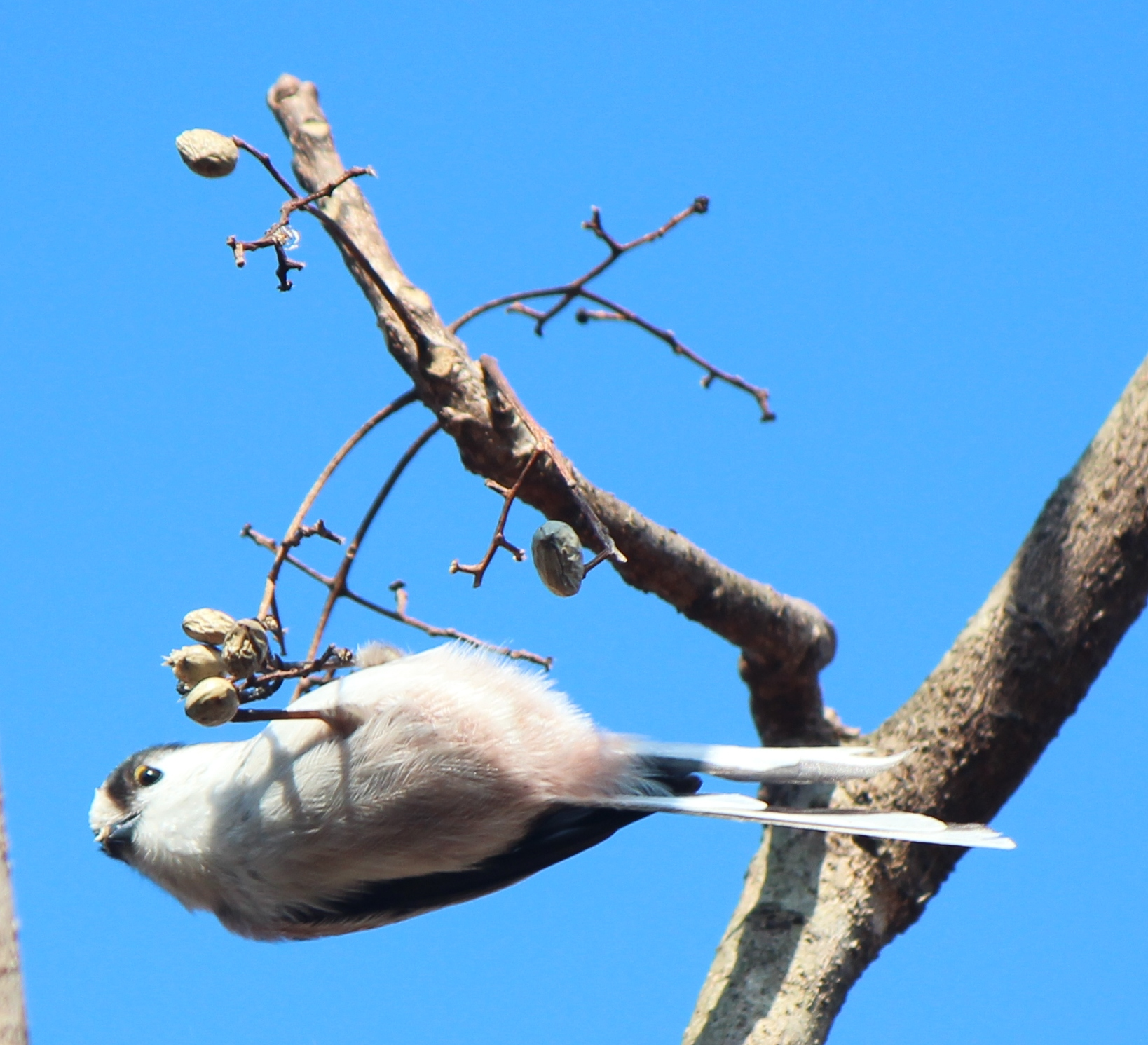
Pițigoiul codat agăţat de o ramură cu susul în jos

Pițigoiul codat duce un mod gregar de viață. În afara sezonului de cuibărit (toamna și iarna, din august până în martie-aprilie) pițigoii codați hoinăresc în grupuri familiale nu prea numeroase în căutarea hranei, ținând legătura între ei printr-un țiuit caracteristic, dar se mențin în limitele arealului de cuibărit. Iarna se pot alătura cârdurilor mixte formate de alte specii de pițigoi, dar stau întotdeauna grupați în stoluri mici, chiar în interiorul unui stol mare de pițigoi hoinari.
Cârdurile obișnuit cuprind aproximativ de la 3 până la 30 de indivizi și sunt formate din părinți și descendenții lor din sezonul de reproducere precedent, la care se alătură alți adulți ajutori (asistenții) care au participat la creșterea puilor. Aceste cârduri sunt stabile și "închise", iar în timpul iernii fiecare cârd ocupă un teritoriu bine apărat, a cărui dimensiune depinde de numărul de păsări care alcătuiesc grupul. Uneori cârdurile separate se adună împreună pentru un timp, fiind observate grupuri mari de până la 300 de indivizi. Cârdul poate să se regrupeze temporar pe vreme friguroasă; în mod alternativ, unii indivizi rămân neîmperecheați la începutul primăverii și pot fi predispuși să hoinărească.
La sfârșitul iernii și la începutul primăverii, cârdurile se destramă, masculii își păstrează teritoriile stabilite peste iarnă, dar femelele nu țin cont de acestea. Femelele fără partener pleacă și se împerechează cu masculii din cârdul învecinat, probabil în timpul, "trecerii de partea inamicului" în timpul disputelor teritoriale. Fiecare pereche își stabilește un teritoriu slab apărat în zona ocupată de masculul din cârdul de iarnă, dar ambii parteneri continuă să stea cocoțați, pentru a se odihni cu ceilalți membri ai cârdului până când cuibul este destul de bine construit pentru a fi folosit ca adăpost, de obicei atunci când acoperișul cuibului este terminat. Apoi ei se adăpostesc în cuib până când puii părăsesc cuibul.
Perioadele de hrănire liniștită alternează cu deplasări rapide zgomotoase, în care indivizii cârdului își urmează conducătorul spre un nou loc. Atunci când traversează o zonă deschisă, indivizii din cârd se adună împreună, strigând agitat, înainte de a zbura în șir indian, unul după altul, peste zona respectivă. Indivizii separați de cârd devin agitați, emit strigăte puternice și își caută companionii lor.

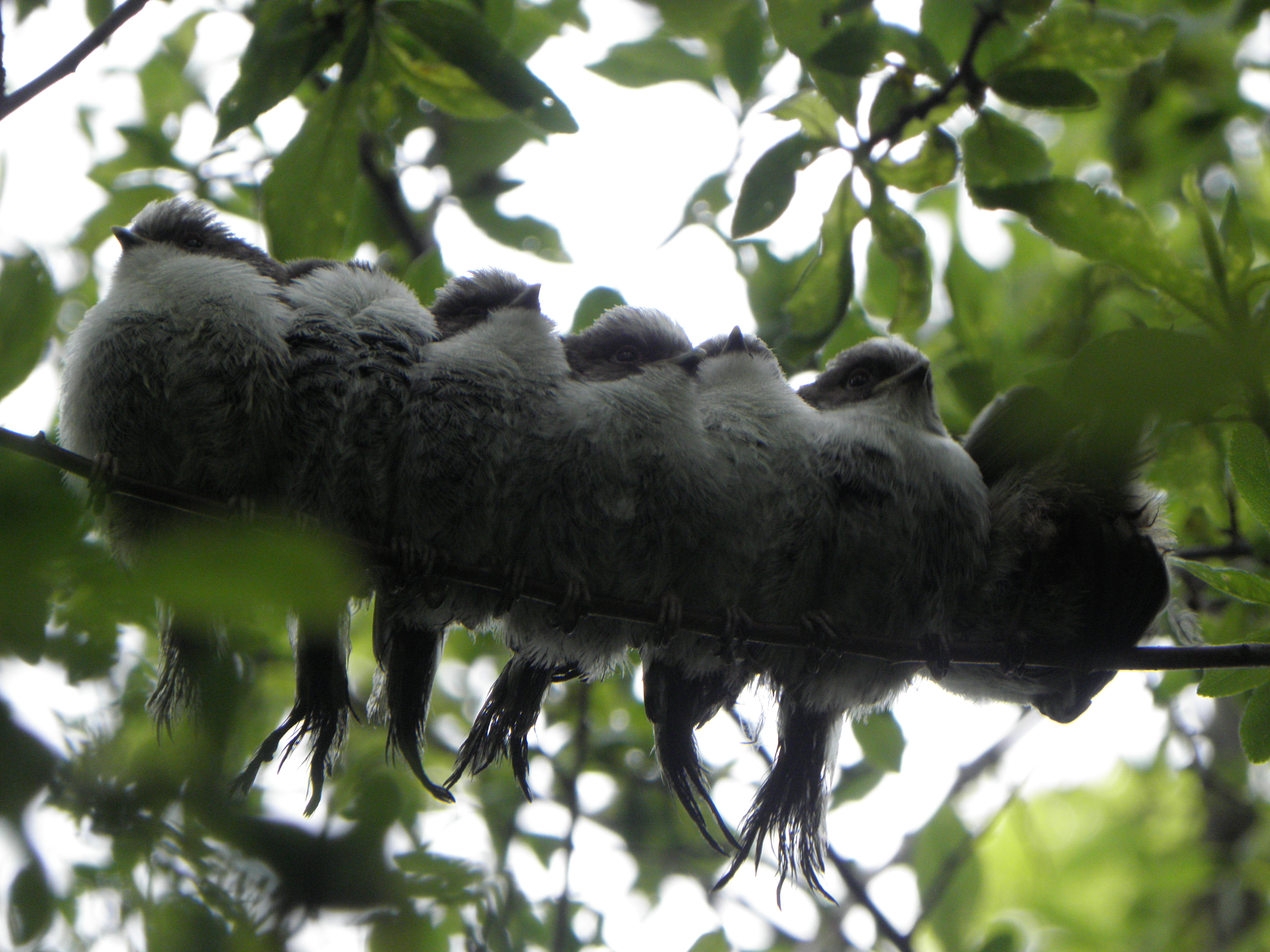
Piţigoii codaţi cocoţaţi pe o ramură într-un rând şi ghemuiţi unul lângă altul cu penele înfoiate

Când se odihnesc cocoțați, indivizii din cârd se ghemuiesc unul lângă altul pe o ramură orizontală, de obicei într-un tufiș spinos, fiecare cu penele înfoiate astfel încât se aseamănă ca o minge de pene. Distanța dintre indivizi depinde de temperatura ambiantă. În nopțile reci, se ghemuiesc strâns lipiți unul de altul, cu penele înfoiate, astfel se aseamănă cu o funie pufoasă, având cozile expuse lateral, iar în vreme foarte rece, pot dormi într-o gaură din pământ, printre rădăcini sau chiar în găuri de zăpadă. Poziția pe care un individ o ocupă pe ramura în care stau cocoțați acești pițigoi joacă un rol important în șansele sale de supraviețuire; cei aflați la capătul rândului format pe ramură sunt primii care mor pe vreme geroasă, de aceea păsările dominante ocupă centrul rândului. S-a sugerat că o astfel de cocoțare împreună este esențială pentru supraviețuirea acestei păsări micuțe și poate fi principalul motiv pentru sociabilitatea (gregaritatea) lor mare. Când hoinăresc în timpul zilei, perechile și indivizii din același grup social se strâng împreună în mod similar, fiecare în contact corporal cu unul sau cu mai mulți indivizi.
În ciuda naturii extrem de sociabile a acestei specii, nu s-a observat ca atare curățirea reciprocă a penelor între indivizi. Se scarpină pe cap printr-o metodă indirectă, cu piciorul ridicat peste aripă. Aceste specie se scaldă stând în apă și se stropește, dar este posibil că cel puțin unii, să se îmbăieze în frunziș, profitând de frunzișul acoperit cu rouă sau îmbibat cu apă de ploaie. Face și băi de soare, stând culcat pe o parte pentru a-și expune cealaltă la soare. Nu există observații despre îmbăierea în furnici.
Zborul este rapid și ondulat, cu bătăi rapide ale aripilor, viteza și direcția zborului sunt destul de neregulate.

## Reproducerea

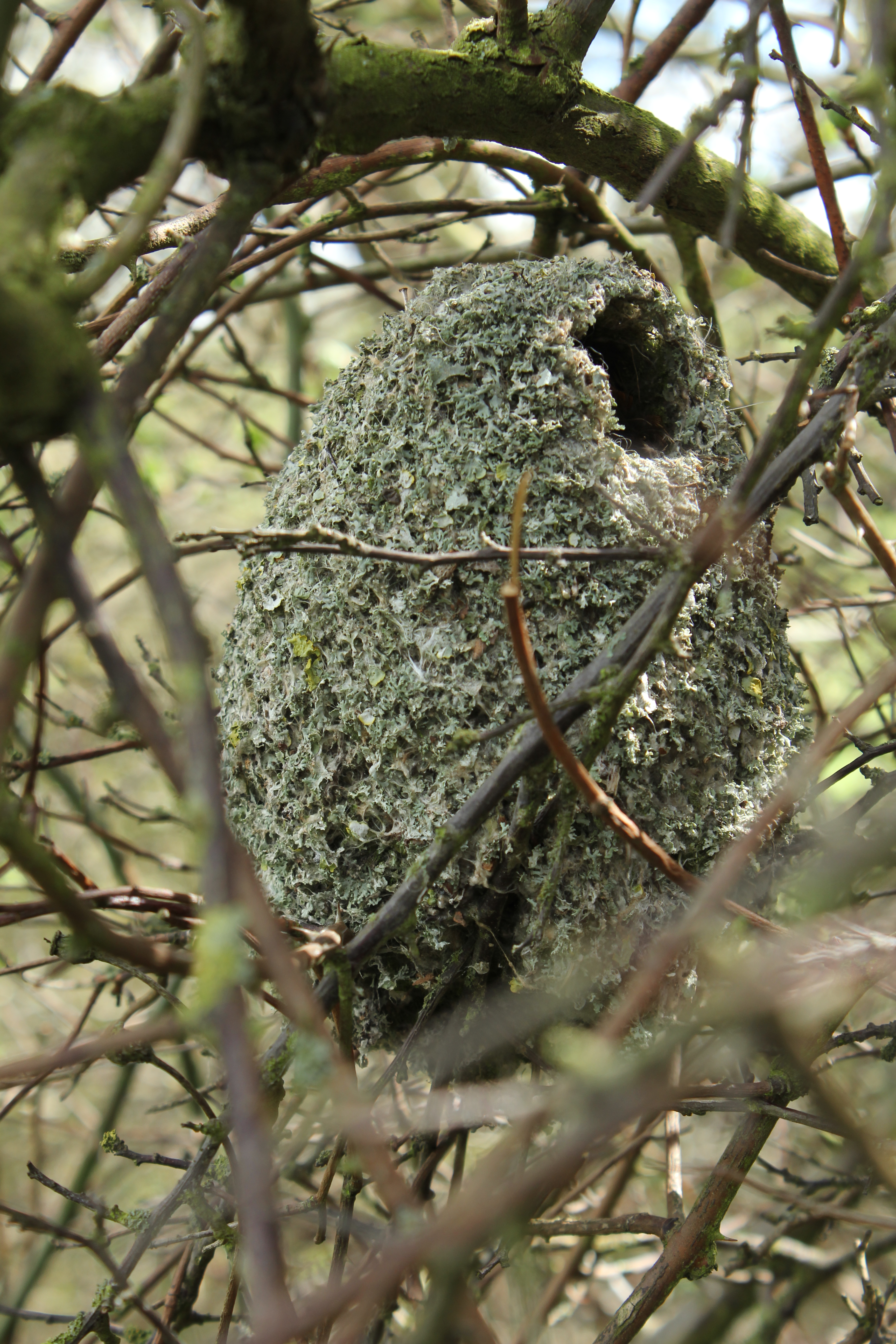
Cuibul pițigoiului codat

Sezonul de reproducere are loc de la mijlocul lui martie până în iunie în Europa și Japonia (excepțional, au fost observați pui capabil să zboare la începutul lui februarie în Anglia), începând cu martie în Iran și în martie-aprilie în nord-estul Chinei.
Pițigoiul codat este o specie monogamă. La sfârșitul iernii sau la începutul primăverii, cârdul de iarnă se destramă. Masculii își păstrează teritoriile stabilite peste iarnă, dar femelele fără parteneri nu țin cont de acestea și părăsesc cârdul pentru a se cupla cu masculii din cârdul vecin.

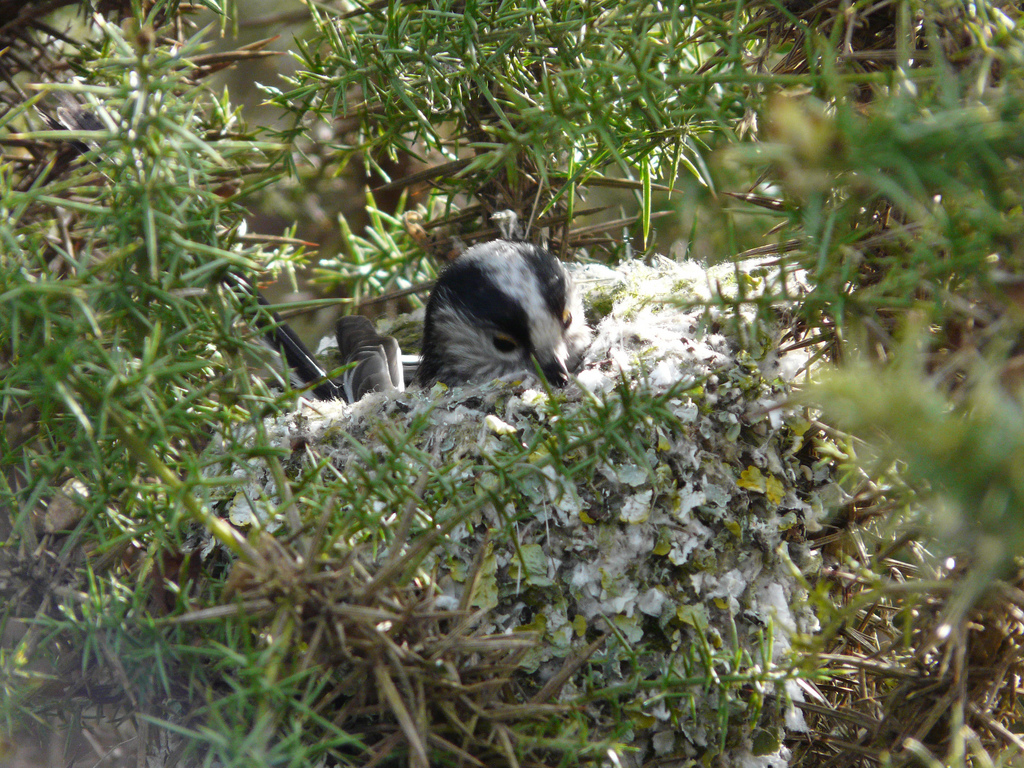
Pițigoiul codat îşi construieşte cuibul

Parada nupțială include un zbor sacadat, asemănător cu cel al fluturelui, în care mascul zboară în sus până la o înălțimea de 5-6 m deasupra solului, cu coada alternativ desfăcută în evantai și închisă, apoi coboară în picaj vertical în jos; 3-4 păsări pot face parada nupțială în succesiune rapidă sau chiar simultan.
În aprilie începe construcția cuibului.  Construirea cuibului are loc în partea sudică a arealului subspecii nominate în prima jumătate a lunii aprilie, în partea de nord până la sfârșitul lunii aprilie. Construcția cuibului durează aproximativ trei săptămâni (în jur de 20—21 zile), uneori până la 33 de zile. Cuibul este construit de ambele sexe, rolul mascului este limitat, în principal, la procurarea materialului de construcție, pe care îl așază în cuib femela. Forma generală a cuibului este cel mai adesea ovală cu o gaură de intrare rotundă laterală. Uneori intrarea în cuib are forma unui tub scurt. Intrarea este foarte greu vizibilă, deoarece este așezată lateral, în treimea superioară a construcției. Cuibul este înzestrat cu o cupolă.
Cuibul este o construcție iscusită, complicată, solidă, închisă sus, și are pereți groși, compacți. Pereții cuibului sunt constituiți din mușchi verzi, păr de animale și pânză de păianjeni. În pereții cuibului sunt adesea împletite асе de conifere (mai ales de pin), frunzulițe, fire de iarbă uscată, bucăți de puf vegetal, papus de semințe etc. În afară cuibul este acoperit cu bucăți mici de coajă de arbori, cu preferință cea de mesteacăn, rareori de brad, arin și de alți copaci, și cu licheni (până la 3000 de pernițe de lichen). Acest  înveliș extern din coajă de arbori și licheni de culoarea coajei copacului asigură un camuflaj excelent. Adesea, în structura cuibului intră și crenguțe din apropiere. Întreaga legătură a materialului cuibului este făcută cu ajutorul pânzelor de păianjeni, firelor coconilor insectelor și cu păr de animale, care formează o structură elastică. În interior cuibul este căptușit bogat cu pene mici (adesea până la 1500, cu maximum 2680 de pene înregistrate), lână și puf vegetal, care formează o masă compactă moale și caldă; adulții pot să adauge pene în continuare în timpul depunerii pontei. Dimensiune medie a cuibului este de 160 mm înălțime × 100 mm lățime. Diametrul găurii (sau tubului) de intrare este de 20-30 mm. Grosimea pereților cuibului este de 15-25 mm.

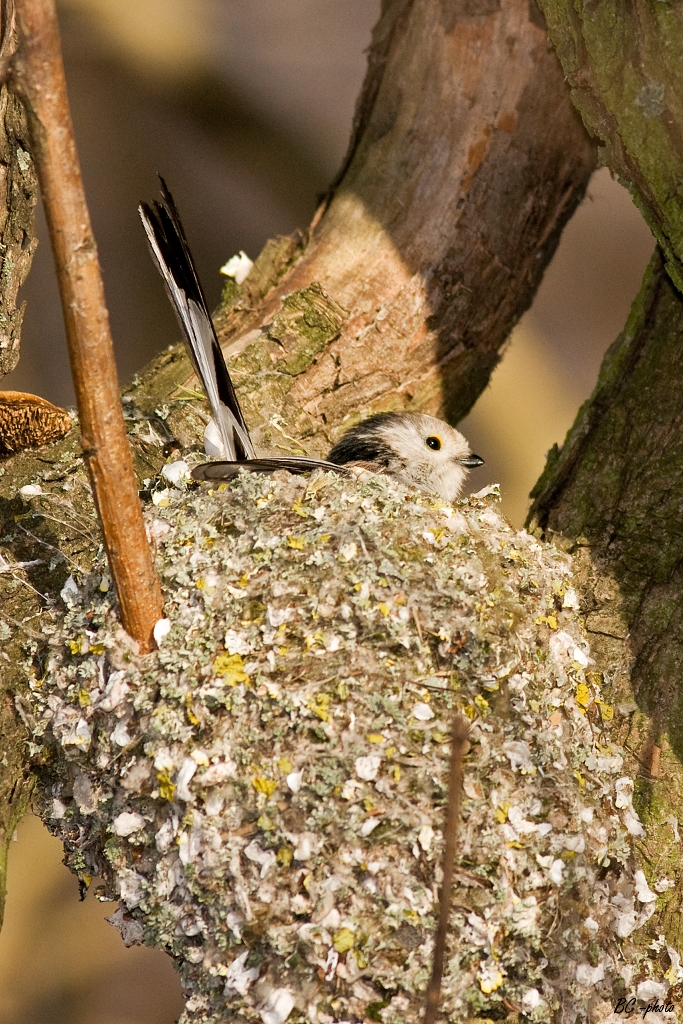
Pițigoiul codat în cuib

Cel mai adesea cuibul este situat la marginea pădurii sau într-o pădure veche rară, cu subarboret des, de obicei într-un arbore de foioase (adesea în stejar, mesteacăn, tei), mai rar în tufișuri. Rareori cuiburile se găsesc și în desișurile de vegetație din luncile râurilor, în tufișuri de salcie. În partea de sud al arealului subspecii nominate (Ucraina) cuiburile sunt adesea construite în pomi fructiferi sălbatici sau cultivați. În tufișuri cuibul este amplasat în bifurcarea ramurilor verticale ale unei tufe spinoase la o înălțime de 1,5-3 metri deasupra solului, iar în copacii din pădure la o înălțime de 6-25 metri în bifurcarea crengilor groase, adesea în apropierea trunchiului pe care îl atinge cu unul dintre pereți săi, sau este suspendat printre rămurelele terminale ale arborilor de conifere la până la 35 m deasupra solului, există câteva înregistrări ale cuiburilor făcute într-o gaură în pământ. Această așezare și aspectul extern al cuibului îl face aproape invizibil de jos. 
În Republica Moldova Averin și Ganea au constatat că construirea cuibului începe din a treia decadă a lui martie și continuă până la începutul lui aprilie. Cel mai timpuriu cuib, aproape gata, a fost găsit la 20 martie 1961 (în pădurea de la Soroca). Din cuiburile studiate 14 erau amplasate în stejar, ulm, în pomi fructiferi, mai ales în prun, păducel, agriș, porumbar și în alți arbuști. Averin și Ganea au studiat în detaliu 5 cuiburi, care reprezentau o construcție făcută cu iscusință de formă ovală cu un diametru mediu de 105 mm, înălțimea de 155 mm, diametrul intrării în cuib era de 25 mm, diametrul extern al tunelului de intrare era de 35 mm. Materialele de construcție al acestor cuiburi au fost: mușchi verde, puf vegetal, scoarță subțire, pene etc. Interiorul cuiburilor era căptușit cu un număr mare de pene mici, lână și păr de animale. Cuiburile se aflau de obicei în bifurcarea crengilor, dar au fost găsite și în apropierea tulpinii. Înălțimea la care erau amplasate cuiburile era diferită: 4 cuiburi se găseau la o înălțime de la 1,5 până la 4 m, 3 cuiburi la o înălțime mai mare.
În partea de sud a arealului subspecii nominate, pot fi depuse 2 ponte în timpul sezonului de reproducere: prima în a doua jumătate a lunii aprilie, a doua la sfârșitul lunii mai și în iunie. În partea nordică a arealului depune o singură pontă în mai.
Ponta constă din 6-15 ouă, de obicei 8-12, numărul mediu al ouălor depuse este mai mare la latitudini mai mari. Ouăle sunt depuse zilnic și sunt fusiforme, netede, mate, alb curat,  fără pete sau cu pete (dungulițe și virgule) și puncte minuscule roșiatice sau roșii-purpurii, brun-roșcate, formând uneori o zonă în jurul capătului rotund. Dimensiunea ouălor este 14 × 10,9 mm, cu extreme 13,1-15,6 × 10,4-11,6 (subspecia nominată).

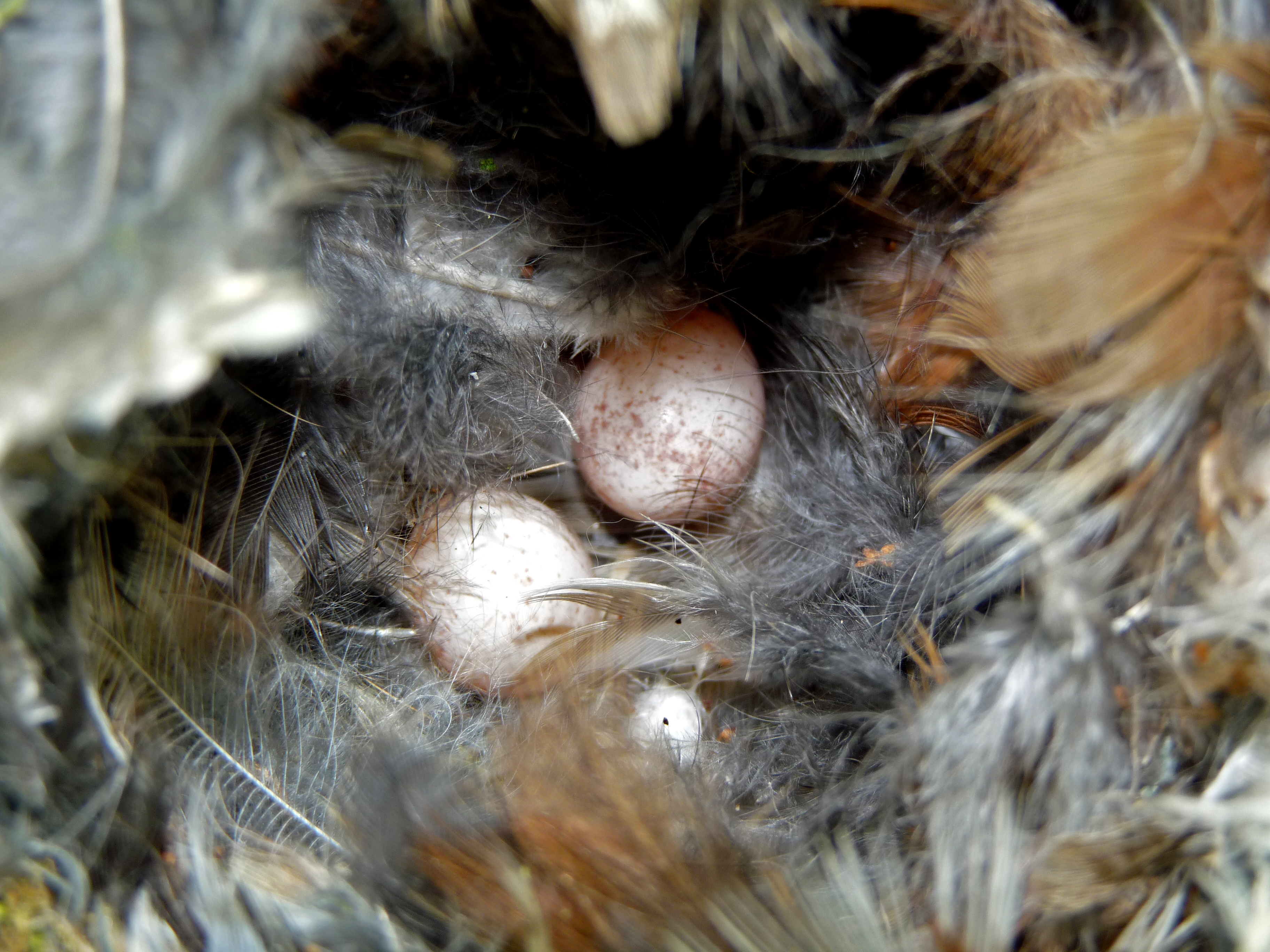
Ouăle pițigoiului codat

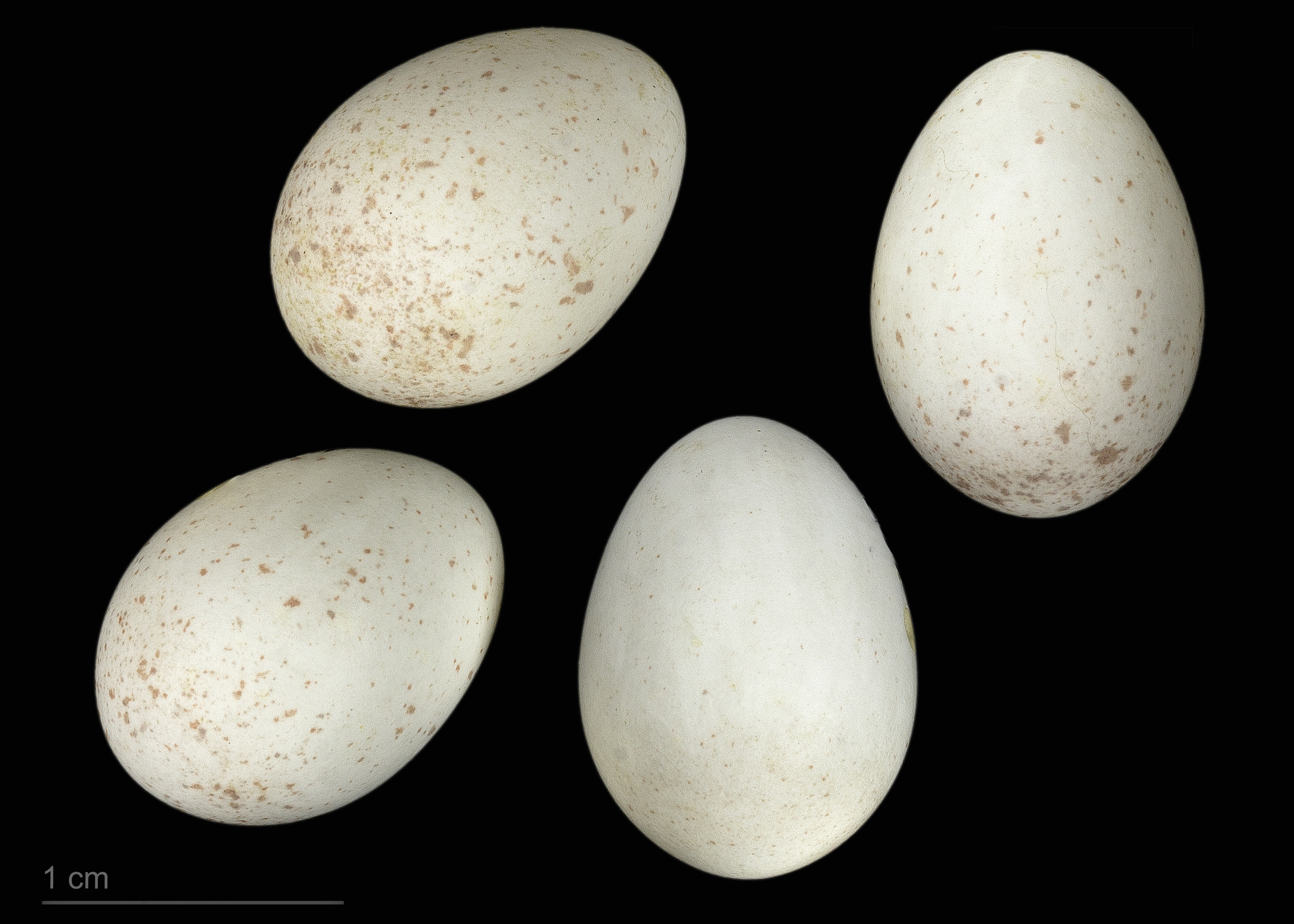
Aegithalos caudatus - (MHNT)

În România ponta este depusă de la sfârșitul lui martie până la începutul lui aprilie și constă din 10-12 ouă, rareori mai multe la primul cuibar, iar la al doilea cuibar de obicei 7-9 ouă, depuse la o diferență de o zi unul de altul. În Republica Moldova pițigoiul codat adesea depune două ponte pe an. Prima pontă este depusă la sfârșitul lui aprilie, a doua la sfârșitul lui mai - începutul lui iunie. Depunerea pontei durează 7-9 zile, și potrivit unor autori 12 zile.
Datele despre cuibăritul pițigoiului codat în Republica Moldova.
| Data       | Locul de observare     | Numărul ouălor | Numărul puilor |
| ---------- | ---------------------- | -------------- | -------------- |
| 28.IV 1953 | pădurea de la Soroca   | 3              | __             |
| 3.V 1953   | pădurea de la Soroca   | 4              | —              |
| 29.IV 1955 | pădurea de la Chițcani | 7              | —              |
| 8.V 1955   | pădurea de la Chițcani | 10             | —              |
| 10.V 1956  | pădurea de la Morozeni | —              | 10             |
| 5.VI 1957  | pădurea de la Morozeni | 3              | —              |
| 22.VI 1960 | pădurea de la Morozeni | —              | 8              |
| 23.VI 1960 | pădurea de la Morozeni | —              | 7              |
| 13.V 1961  | pădurea de la Olănești | 9              | —              |
| 14.VI 1962 | pădurea de la Zloți    | 8              | —              |
| 18.VI 1962 | pădurea de la Cornești | —              | 8              |

Clocitul începe după depunerea ultimului ou. Incubația este asigurată în special de către femelă, perioada de incubație este de 12-18 (în medie 15) zile. În timpul clocitului masculul protejează teritoriul cuibului și aduce mâncare femelei.

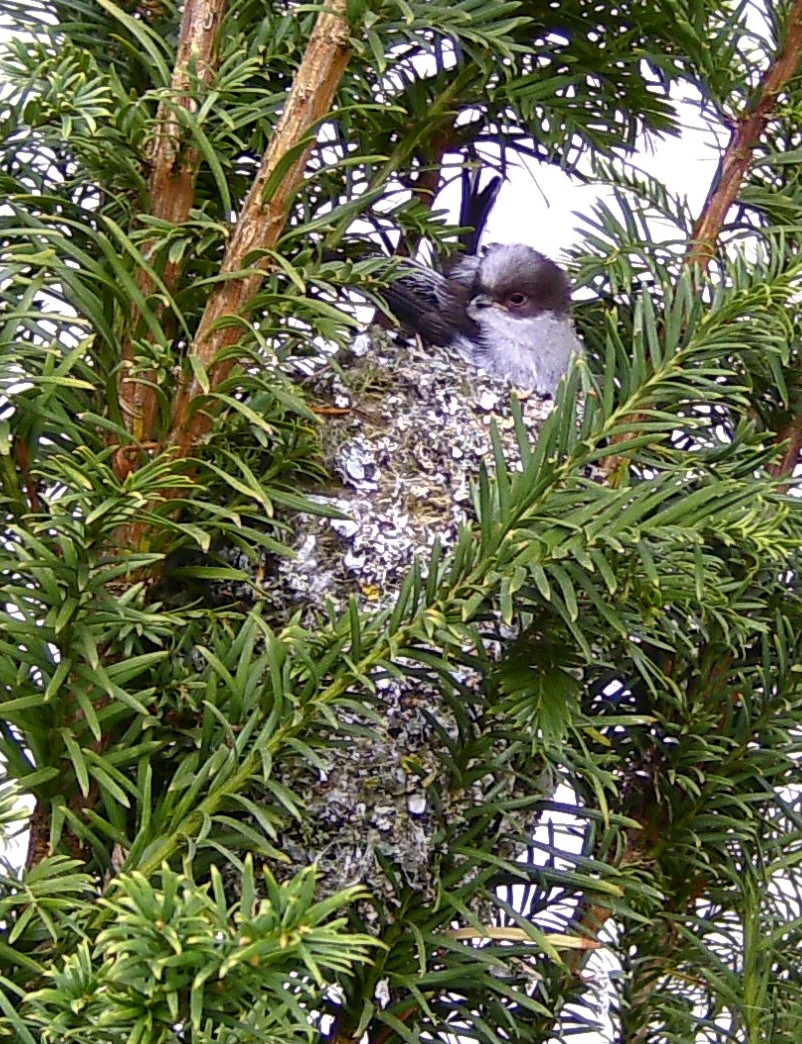
Puii în cuib

Puii eclozați sunt nidicoli, golași, cu gâtlejul și umflătura marginală a ciocului galben intens. Puii rămân în cuib timp de 14-18 zile de la ecloziune, fiind hrăniți și îngrijiți de ambii părinți, care le aduc mâncare de până la 350 de ori pe zi. În primele zile ei sunt hrăniți cu omizi, afide, diptere, mai târziu cu gândaci mici. În medie într-o oră pițigoiul codat aduce mâncare puilor din cuib de 20-22 de ori. Adesea părinții sunt ajutați la hrănirea puilor de unii adulți, numiți asistenți (ajutori), care nu au depus ouă în acel an, a căror prezență crește semnificativ succesul reproductiv al perechii.
După această perioadă puii părăsesc cuibul, însă sunt hrăniți în continuare de părinți și asistenții lor timp de cel puțin 14 zile. Puii părăsesc cuibul la sfârșitul lunii mai și în prima jumătate a lunii iunie, în zonele de nord ale arealului până la sfârșitul lunii iunie și chiar la începutul lunii iulie.
La pițigoiul codat reproducerea cooperativă este obișnuită; până la opt asistenți (ajutori) implicați în creșterea puilor au fost înregistrați la un singur cuib, aceștia sunt adesea adulții proveniți din încercările nereușite de formare a cuplurilor, masculul și femela perechii nereușite nu ajută la același cuib și, în cazurile în care relația de ajutorare s-a stabilit, asistentul este un descendent (fost pui) al masculului perechii cuibăritoare. Efortul de hrănire al puilor de către asistenți este desigur corelat cu înrudire lor față de puii din ponta îngrijită.
Membrii familiei rămân împreună și peste iarnă până în martie-aprilie, hoinărind în cârduri în căutare de hrană.
Succesul reproductiv este adesea scăzut, de ex. numărul de pui care au părăsit cuibul și au devenit zburători în raport cu numărul de ouă depuse în diferite studii este de 16%-28%. Principalii prădători ai cuibului și puilor sunt corvidele (ciorile etc.), nevăstuicile și șerpii.
Vârsta maximă la care ajunge în sălbăticie este de opt ani. Atinge maturitatea sexuală la un an. Pițigoiul codat suortă bine captivitatea.

## Deplasări sezoniere
Pițigoiul codat este o specie sedentară în regiunile temperate și mediteraneene, dar parțial migratoare în centrul și nordul continentului eurasiatic.
În România și Republica Moldova pițigoiul codat este o specie sedentară. Toamna și iarna hoinărește în cârduri, în căutarea hranei, ținând legătura între ei printr-un țiuit caracteristic,  însă se mențin în limitele arealului de cuibărit. În timpul iernii se întâlnește și în parcuri și grădini.
Păsările din nordul Siberiei efectuează migrații regulate la sfârșitul lui august, revenind în mai, cu o oarecare dispersare spre nord toamna (unde s-au înregistrat cârduri de sute de indivizi în centrul Siberiei), însă majoritatea deplasărilor au loc spre sud. Numărul indivizilor din sudul Siberiei este mărit de imigranții din timpul iernii, când există populații numeroase până în sudul depresiunii Zaisan, din nord-estul Kazahstanului, migranți au fost înregistrați și în valea râului Ili. Unele păsări rămân în nordul arealului sau chiar mai departe la nord față de arealul de reproducere. În nord-estul Chinei, în septembrie- februarie apar în timpul "invaziilor" un număr mare de migranți neregulați și oaspeți de iarnă în Beidaihe (regiunea de coastă a provinciei Hebei).  Păsări cu capul alb (subspecia nominată) se întâlnesc în timpul iernii în sudul arealului de cuibărit în China, Japonia și neregulat mai la sud până în sudul extrem al Coreei, se presupune că înregistrările din Hong Kong sunt evadări din captivitate.
Au loc uneori invazii neregulate pe scară largă spre vest ale populațiilor din nord, când un număr mare de indivizi pot ajunge în Finlanda, regiunea Baltică și estul Europei, și un număr mult mai mic apar în vestul Europei, astfel de deplasări ajung la maxim la mijlocul lui octombrie și cel puțin unii indivizi se reîntorc în locurile natale primăvară. Păsările din nord și est pătrund uneori mai departe spre vest (de ex., un cârd de 200 de păsări cu cap alb au ajuns în Olanda în decembrie 1971), dar evită traversarea mării, și prin urmare subspecia nominată este foarte rar înregistrată în Marea Britanie, iar în Insulele Britanice subspecia rosaceus este sedentară și numai toamna hoinărește neregulat până în insulele Scilly, insula May, insulele Hebride Exterioare și Orkney, și foarte rar până în insulele Shetland. Apare accidental în timpul vagabondajului în Maroc, unde a fost observat în aprilie 1967.
Populațiile care cuibăresc în regiunile montane efectuează probabil unele deplasări altitudinale, coborând în regiunile colinare și câmpiile învecinate în timpul iernii, de ex., în Hebei, din nord-estul Chinei.

## Statutul și conservarea
Specia nu este amenințată cu dispariția la nivel global (LC după criteriile IUCN).
Este comună sau destul de numeroasă în vestul Europei, în Coreea și Japonia, dar se întâlnește mai rar lângă hotarul arealului din nordul Scoției și vestul Irlandei și este răspândită doar pe alocuri și uneori rară în unele locuri din estul Europei și Siberia și rară în Kamceatka. În Iran, este comună în regiunile de câmpie caspice, dar destul de rară în Munții Zagros.
În Europa, populația cuibăritoare este estimată la 8.310.000-15.000.000 de perechi, ceea ce echivalează cu 16.600.000-30.100.000 de indivizi maturi. Europa formează 40% din arealul global, iar o estimare foarte preliminară a dimensiunii populației globale este de 41.500.000-75.250.000 de indivizi maturi, dar este necesară o validarea ulterioară a acestei estimări. Cele mai mari populații din Europa au fost înregistrate în Spania (3.030.000-4.210.000 perechi), Rusia (1.200.000-2.200.000 perechi), Turcia (800.000-2.500.000 perechi), Italia (500.000-1.000.000 perechi), Portugalia (500.000-1.000.000 perechi), Franța (400.000-800.000 perechi).
În România cuibăresc între 300.000 și 500.000 de perechi, iar populația este considerată a fi stabilă. Populația din Republica Moldova este estimată la 600-1.200 de perechi cuibăritoare, iar numărul indivizilor variază.  În Republica Moldova pițigoiul codat are o răspândire sporadică, în pădurea din Olănești densitatea este 5-6 perechi/10 hectare, în pădurea din Soroca  2-4 perechi/10 hectare, iar în raionul Rezina această specie nu a fost găsită, este mai numeros în pădurile din lunca Prutului de lângă satele Cuhnești și Balatina.
Cele mai mari densități în teritoriile de reproducere sunt înregistrate în Peninsula Iberică, mai mult de 5000 de perechi/50 de kilometri pătrați.
Numărul indivizilor din populații fluctuează datorită condițiile neprielnice din iernile severe, expansiunii arealului și declinului regional din ultimele decenii. Au existat mici declinuri în Europa în anii 90.  În Europa, trendul din 1980-2013 arată că populația este stabilă.
Nu s-au înregistrat schimbări majore al statutului, însă specia s-a extins spre nord în Norvegia începând cu anii 1970 și o anumită expansiune a fost observată și în nordul Scoției. În schimb a avut loc un declin însemnat în Suedia începând cu secolul al XIX-lea și un declin similar în ultimii ani în Finlanda, cel mai probabil ca consecință al exploatării forestiere moderne și înlocuirii habitatelor de vegetație vechi cu terenuri de monoculturi comerciale. Cârdurile au nevoie de teritorii mari în timpul iernii (circa 20-24 ha), iar fragmentarea habitatelor și degradarea lor pot duce la dispariție speciei în unele locuri. Specia este deosebit de vulnerabilă la condițiile aspre de iarnă, după care numărul indivizilor poate scădea cu până la 80%, pot dura mai mulți ani pentru ca populația să se restabilească din aceste decăderi, probabil datorită pierderilor mari ale cuiburilor (uneori peste 50%) cauzate de prădători.
Principalele amenințări la adresa speciei sunt modificarea, fragmentarea și pierderea habitatului, managementul defectuos al pădurii, incendiile de pădure și poluarea. Tăierea arborilor seculari afectează populația speciei.
Populația europeană estimată de perechi cuibăritoare.
| Țara (sau teritoriul) | Populația estimată (perechi cuibăritoare) | Anul estimării |
| --------------------- | ----------------------------------------- | -------------- |
| Albania               | 1.000-3.000                               | 2002-2012      |
| Andorra               | 100-200                                   | 1999-2001      |
| Armenia               | 1.500-3.500                               | 2002-2012      |
| Austria               | 40.000-70.000                             | 2001-2012      |
| Azerbaidjan           | 10.000-100.000                            | 1996-2000      |
| Bielorusia            | 35.000-50.000                             | 2001-2012      |
| Belgia                | 50.000-100.000                            | 2008-2012      |
| Bosnia și Herțegovina | 25.000-30.000                             | 2010-2014      |
| Bulgaria              | 20.000-60.000                             | 2005-2012      |
| Croația               | 250.000-500.000                           | 2014           |
| Cehia                 | 45.000-90.000                             | 2012           |
| Danemarca             | 4.700                                     | 2011           |
| Estonia               | 50.000-100.000                            | 2008-2012      |
| Finlanda              | 20.000-50.000                             | 2006-2010      |
| Franța                | 400.000-800.000                           | 2008-2012      |
| Georgia               | Prezent                                   |                |
| Germania              | 92.000-170.000                            | 2005-2009      |
| Grecia                | 20.000-50.000                             | 2008-2012      |
| Ungaria               | 137.000-229.000                           | 2000-2012      |
| Irlanda               | 41.280-153.600                            | 2006-2011      |
| Italia                | 500.000-1.000.000                         | 2011           |
| Kosovo                | 10.000-15.000                             | 2009-2014      |
| Letonia               | 31.243-74.393                             | 2011           |
| Liechtenstein         | 30-50                                     | 2009-2014      |
| Lituania              | 10.000-20.000                             | 2008-2012      |
| Luxemburg             | 3.000-4.000                               | 2008-2012      |
| Macedonia             | 20.000-70.000                             | 2001-2012      |
| Moldova               | 600-1.200                                 | 2000-2010      |
| Muntenegru            | 2.000-5.000                               | 2002-2012      |
| Olanda                | 33.866-45.155                             | 2008-2011      |
| Norvegia              | 5.000-20.000                              | 2013           |
| Polonia               | 70.000-120.000                            | 2008-2012      |
| Portugalia            | 500.000-1.000.000                         | 2008-2012      |
| România               | 300.000-500.000                           | 2010-2013      |
| Rusia                 | 1.200.000-2.200.000                       | 2000-2012      |
| Serbia                | 35.000-48.000                             | 2008-2012      |
| Slovacia              | 60.000-120.000                            | 2002           |
| Slovenia              | 20.000-25.000                             | 2002-2012      |
| Spania                | 3.030.000-4.210.000                       | 2004-2006      |
| Suedia                | 20.000-48.000                             | 2008-2012      |
| Elveția               | 10.000-15.000                             | 2008-2012      |
| Turcia                | 800.000-2.500.000                         | 2013           |
| Ucraina               | 68.000-87.000                             | 2000           |
| Marea Britanie        | 340.000                                   | 2009           |
| Uniunea Europeană     | 5.840.000-9.380.000                       |                |
| Europa                | 8.310.000-15.000.000                      |                |